# Nea Salamina Famagusta de Fútbol
Nea Salamis Famagusta de Fútbol (o Nea Salamina Famagusta de Fútbol) (en griego: Νέα Σαλαμίνα Αμμοχώστου) es un club deportivo de fútbol formado el 7 de marzo de 1948 y con sede en Ammójostos (también conocido por su nombre romanizado, Famagusta), Chipre. Ha sido un club refugiado desde la Operación Atila de 1974, cuando Turquía ocupó la parte norte de la isla, y desde entonces el club está ubicado temporalmente en Lárnaca. Actualmente juega en la Segunda División de Chipre.
Los logros más notables del Nea Salamina fueron sus victorias en la Copa de Chipre y la Supercopa de Chipre en 1990. Su mejor resultado en la Primera División de Chipre es el tercer puesto. Durante sus primeros cinco años (1948-1953), el equipo participó en los campeonatos de la Federación de Fútbol Amateur de Chipre (KEPO, por sus siglas en griego). En 1953 el club se unió a la Asociación de Fútbol de Chipre (KOP, por sus siglas en griego), participando regularmente en los campeonatos de la asociación y de las copas. Ha jugado en más de 50 temporadas en la Primera División de Chipre, ocupando el séptimo lugar histórico en esa categoría.
El equipo participó por primera vez en una competición europea en la Recopa de Europa de 1990, y jugó en las Copas Intertoto de la UEFA de 1995, 1997 y 2000. El equipo es parte del club deportivo Nea Salamina Famagusta, el cual fue fundado en 1948; el club fundador también posee un equipo varonil de voleibol. Merdian apoya al club, que lleva el nombre de la antigua ciudad de Chipre, Salamina o Salamis, la cual se encuentra cerca de la Famagusta moderna ("Nea" significa "Nueva" en el idioma griego).

## Historia

### Primeros años
Cuando se fundó el Nea Salamina Famagusta, Grecia ingresaba en un período de guerra civil entre la izquierda y la derecha. La situación en Grecia afectó a Chipre, tanto política como socialmente, y la mayoría de los atletas se habían involucrado en la política. En ese momento, Famagusta tenía dos clubes deportivos: el Evagoras Gymnastic Association, o GSE (en griego: Γυμναστικός Σύλλογος Ευαγόρας), y el Anorthosis Famagusta. Ambos equipos contaban con muchos deportistas de izquierda. Bajo la influencia del clima político derechista de la época, los equipos comenzaron a limitar a la mayoría de los atletas de izquierda. A inicios de 1947, un grupo de Famagusta (que incluía izquierdistas, socios y no socios del GSE y del Anorthosis) concluyó que había espacio para otro club deportivo en la ciudad. Debido a las limitaciones existentes, visualizaron un club que le gustara a todos en Famagusta, sin importar su filiación política.
El 14 de febrero de 1948, se tomó la decisión de establecer el club, y el Club Deportivo Nea Salamina se formó el 7 de marzo de 1948, siendo el primer club atlético izquierdista en Chipre. Después de la fundación del club, muchos ciudadanos expresaron su deseo de unirse; sin embargo, el equipo de fútbol aún era débil.

### La KEPO y la prohibición del estadio GSE
Antes de los Juegos Panchipriotas en mayo de 1948, la Asociación Atlética Amateur Helénica (SEGAS, por sus siglas en griego) pidió a las organizaciones deportivas en Chipre, sus miembros y atletas, firmar una declaración que expresara su apoyo a los derechistas en la guerra civil griega, manifestando que adoptaran "creencias nacionalistas" y reprobaran a los izquierdistas. Los clubes de deportes y los atletas derechistas firmaron el documento; el único club en negarse a firmar el texto fue la asociación gimnástica Kinyras Paphos, la cual fue excluida de los juegos. Los atletas izquierdistas se opusieron a la declaración y no quisieron firmarla.  Entre los primeros atletas que se negaron a firmarla estuvieron los campeones de la GSE Antonis Totsis (en griego: Αντώνης Τότσης) y Nikis Georgiou (en griego: Νικής Γεωργίου). La GSE invitó a ambos atletas a disculparse, pero ellos insistieron en su posición de que los deportes deberían separarse de la política. Los atletas izquierdistas decidieron apoyar a la asociación Kinyras Paphos si la decisión de excluirla de los Juegos Panchipriotas se mantenía. La GSE fue favorecida para ganar la competencia, pero terminó tercera. Como reacción al hecho de que los deportistas del Nea Salamina no se habían involucrado en los Juegos Panchipriotas, el presidente de la GSE informó al club que no era bienvenido al estadio GSE. La persecución de los atletas de la GSE y de Anorthosis que apoyaron a sus otros compañeros de equipo se incrementó. La prohibición del uso del estadio significó que Nea Salamina no tenía ningún lugar donde jugar.
Las actitudes negativas hacia los atletas izquierdistas prevalecieron en otras ciudades chipriotas. En Larnaca, el Alki Larnaca FC se fundó en abril de 1948. Un mes después, el Club de Gimnasia Zeno (GSZ) prohibió a Alki usar su estadio GSZ; una propuesta similar de excluir a los turcos y católicos fue rechazada. El GSZ modificó su constitución, prohibiendo la inscripción de nuevos miembros a menos que firmaran una declaración de que "adoptaran los ideales nacionalistas helénicos". Esto excluyó a los atletas de izquierda de convertirse en miembros o usar su estadio. En mayo, el Orfeas Nicosia fue fundado en Nicosia; ese mes, el APOEL Nicosia FC mandó un saludo por telegrama a la SEGAS ("cordiales saludos fraternales a los jóvenes atletas griegos"), en ocasión de la celebración de los juegos nacionales, y deseó el cese del amotinamiento en la nación. Los miembros y atletas izquierdistas del APOEL consideraron el "amotinamiento en la nación" como un desafío y una manifestación política del club, por lo que se distanciaron ellos mismos de esa afirmación. La prensa chipriota alentó un clima hostil con diversos artículos y comentarios. Esto fue seguido por la suspensión indefinida de cinco atletas del APOEL (Lympouris, Tsialis, Gogakis, Xatzivasileiou y Christodoulou), quienes fundaron el AC Omonia Nicosia en junio de 1948 con otros exmiembros del APOEL. AS Kyrenia fue fundado luego.
Debido a sus creencias políticas de izquierda, los miembros de los nuevos clubes no fueron aceptados en la Asociación de Fútbol de Chipre (KOP) y establecieron una nueva federación de fútbol, la Federación de Fútbol Amateur de Chipre (KEPO), en diciembre de 1948. La nueva federación organizó ligas y copas, lo cual atrajo a miles de aficionados. Los partidos de la KEPO se hicieron más populares que los de la KOP. Seis equipos pertenecieron a la KEPO: Nea Salamina en Famagusta, Omonia y Orpheus en Nicosia, Alki en Lárnaca, AMOL en Limasol (renombrado Antaeus en 1951) y Neos Asteras in Morfou.

### Unificación del fútbol chipriota

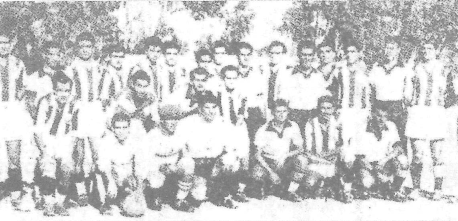
El primer juego después de la unificación del fútbol chipriota entre Nea Salamis Famagusta FC y el Anorthosis Famagusta en el estadio GSE, Famagusta, en 1953.

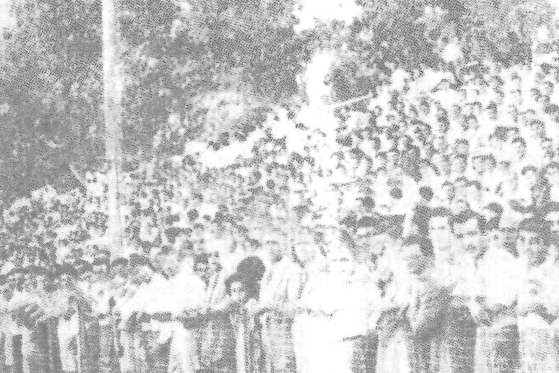
Los aficionados en el primer partido después de la unificación del fútbol chipriota entre Nea Salamina Famagusta FC y el Anorthosis Famagusta en el estadio GSE, Famagusta, en 1953.

Diversos miembros del KEPO favorecieron la unificación del fútbol en Chipre. Lo intentaron durante tres años para convencer a la KOP de aceptarlos como miembros, sin éxito. La existencia de dos federaciones de fútbol (con dos campeonatos separados) en un país como Chipre no tenía precedentes. La situación creó dificultades económicas, obstaculizando el desarrollo y la mejora del fútbol chipriota. Los clubes sentían que los deportes debían reflejar la fraternidad y la amistad en lugar de la discriminación. En diciembre de 1952, el primer número del periódico deportivo Athlitiki apoyó la unificación del fútbol chipriota. Los entrenadores extranjeros de los clubes del KOP también apoyaron la unificación, lo que llevó al KOP a responder que "sus afirmaciones se opusieron al espíritu de la Federación". Los entrenadores locales de los equipos del KOP fueron inicialmente hostiles hacia los partidarios de la unificación. En el verano de 1953, la mayoría de los deportistas chipriotas expresó su apoyo a la unificación de fútbol. En agosto de ese año Nea Salamina, Omonia, Alki y Anteo presentaron una solicitud conjunta al KOP para unirse a la Primera División de Chipre. El 19 de septiembre, la KOP aceptó y adhirió a Nea Salamina y Omonia.
Sin embargo, la actitud negativa hacia esos clubes continuó. La liga rechazó las solicitudes del Alki, Orfeas y Neos Asteras (aunque los dos primeros se unieron un año más tarde), argumentando que de acuerdo a su constitución un equipo debe participar en la Primera División de Chipre y dos equipos en la Segunda División. Los clubes de la KEPO aceptaron estas condiciones con el interés de la unificación. En una reunión ad hoc de la KEPO, los miembros acordaron que el Omonia se uniría a la Primera División y el Nea Salamina y el Antaeus a la Segunda División. Después de estas decisiones, la KEPO se disolvió. El primer partido entre los equipos de las dos federaciones (un amistoso) fue jugado por el Nea Salamina y el Anorthosis en el estadio GSE el 27 de septiembre de 1953. 5.200 aficionados estuvieron presentes en el partido entre los dos clubes de Famagusta. El resultado final fue de 3-1 a favor del Anorthosis, y el partido fue descrito como una evidencia de la superior deportiva y la hermandad de los aficionados por el Athlitiki.

## Estadios

### Estadio municipal de Famagusta

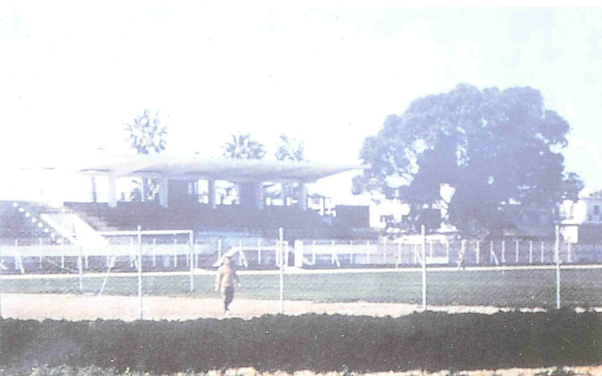
El estadio municipal de Famagusta, que fue utilizado para el entrenamiento del Famagusta FC hasta 1974 y fue el estadio donde disputaban sus partidos de local en el período 1952-1953.

Después de haber sido negado el acceso al estadio GSE, el club no tenía un lugar para entrenar. En un principio practicaron en el campo del San Lukas (Proodou) en Famagusta y comenzaron los esfuerzos para construir un estadio de propiedad privada. En diciembre de 1948 Israel hizo una donación de £3.000 a la ciudad de Famagusta, en agradecimiento por la ayuda de sus habitantes a los refugiados judíos, por un proyecto de servicio comunitario. Gabriel Makris, un concejal de Famagusta y futbolista del Nea Salamina, apoyó la recomendación de la asociación de construir el estadio. El Ayuntamiento reconoció la "ayuda financiera concedida a los judíos para crear el Estadio Municipal Deportivo, el cual está disponible para los habitantes de Famagusta para la promoción y difusión del deporte popular de masas". El estadio podía ser utilizado por el Nea Salamina y otros clubes deportivos.
A principios de 1949, el trabajo voluntario de construcción comenzó en un terreno municipal cercano a la parroquia de San Juan Famagusta. El estadio, el primero en Chipre con un techo sobre las gradas, fue construido por los partidarios del club y los propios futbolistas, y fue terminado en 1952. Sirvió como sede del Nea Salamina de 1952 a 1953.
En 1953, después de la unificación de las federaciones del fútbol, el Nea Salamina utilizó el estadio GSE. El estadio municipal de la ciudad fue utilizado por el equipo para entrenar. Este período duró hasta 1974, cuando Famagusta fue ocupada por el ejército turco después de la invasión turca de Chipre y el club fue forzado a trasladar su sede.

### Estadio Ammochostos

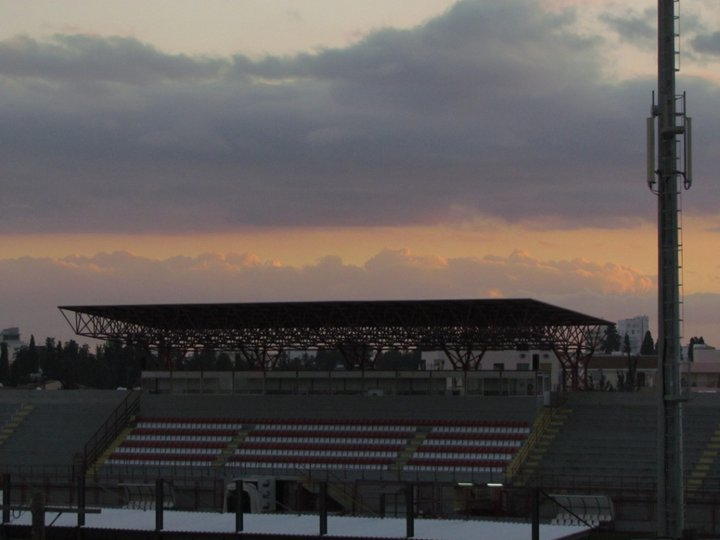
Estadio Ammochostos

De 1974 a 1991 el Nea Salamina utilizó el estadio GSZ en Lárnaca, el estadio Dasaki en Dasaki Achnas, el Estadio Anagennisi Dherynia en Dherynia y estadio Antonis Papadopoulos en Lárnaca. En 1991 el equipo construyó su propio estadio, el estadio Ammochostos.
El estadio Ammochostos, propiedad del Nea Salamina en Lárnaca, tiene una capacidad de 5.000 asientos y se utiliza principalmente para el fútbol. Las oficinas del club están en la misma área. El estadio lleva el nombre de la ciudad de Famagusta (en griego: Αμμόχωστος; Ammochostos), la casa original del Nea Salamina antes de la ocupación turca, y fue construida en 1991 cerca de los campamentos de refugiados. La decisión de construir el estadio se tomó en 1989; la construcción comenzó en diciembre de ese año, y gracias a los partidarios del club en Chipre y en el extranjero, la Organización Deportiva de Chipre y el trabajo voluntario, el estadio se terminó a tiempo. El primer partido del Nea Salamina Famagusta en el nuevo estadio se jugó el sábado 12 de octubre de 1991, contra el Evagoras Paphos. El Nea Salamina ganó por 4 a 1. El estadio fue sede de la final del Campeonato Europeo Sub-16 de la UEFA 1992 el 17 de mayo de 1992 entre Alemania y España, el cual ganó Alemania por 2 a 1.

## Emblema y colores

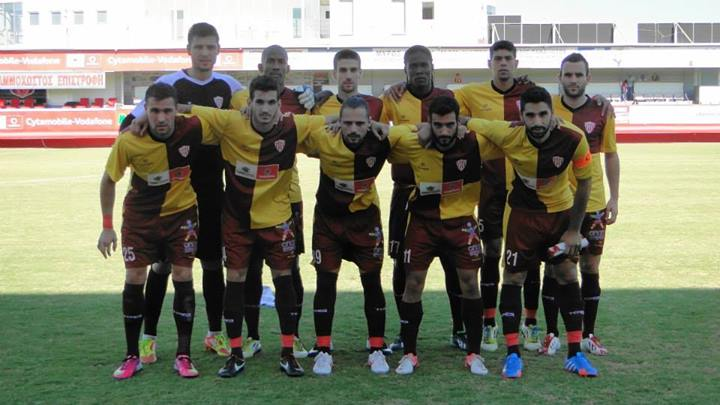
El Nea Salamina Famagusta usando por primera vez su uniforme del 65 aniversario, el cual era el uniforme que usaban entre 1948 y 1950. Partido ante el Karmiotissa Polemidion por la Copa de Chipre de Fútbol 2013/14, Estadio Ammochostos.

El emblema del Nea Salamina incorpora la llama olímpica, el color rojo y los cinco anillos de los Juegos olímpicos. Los colores del club durante sus dos primeros años fueron el amarillo y el carmesí, cuando formó parte de la KEPO. Después de 1950, el Consejo de Gobierno cambió sus colores a rojo y a blanco: rojo, que simboliza el poder, y blanco, que simboliza la paz. Las camisetas de rayas rojas y blancas fueron elegidas debido a las que usaba (y usa) el Olympiakos Piraeus.

## Competiciones

### KEPO
En cinco ligas de la Federación de Fútbol Amateur de Chipre (KEPO), el Nea Salamina no pudo ganar un título; durante sus dos últimos años, acabó en segundo lugar. La temporada 1952-53 lo vio perder 2 a 0 la Copa Finalistas ante el AC Omonia Nicosia en el estadio Gkooul (estadio local del Omonia).
| Temporada                                                   | Campeonato | Campeonato | Campeonato | Campeonato | Campeonato | Campeonato | Campeonato | Campeonato | Campeonato | Copa             |
| Temporada                                                   | Posición   | Equipos    | PJ         | PG         | PE         | PP         | Goles      | Goles      | PTS        | Copa             |
| Temporada                                                   | Posición   | Equipos    | PJ         | PG         | PE         | PP         | GF         | GC         | PTS        | Copa             |
| ----------------------------------------------------------- | ---------- | ---------- | ---------- | ---------- | ---------- | ---------- | ---------- | ---------- | ---------- | ---------------- |
| 1948/49                                                     |            |            |            |            |            |            |            |            |            |                  |
| 1949/50                                                     | 5          | 6          | 10         | 1          | 2          | 7          | 24         | 43         | 4          | Cuartos de final |
| 1950/51                                                     | 4          | 6          | 10         | 3          | 2          | 5          | 16         | 38         | 8          | Semifinales      |
| 1951/52                                                     | 2          | 6          | 10         | 6          | 1          | 3          | 20         | 15         | 13         | Cuartos de final |
| 1952/53                                                     | 2          | 6          | 10         | 6          | 2          | 2          | 20         | 13         | 14         | Finalista        |
| Total                                                       |            |            | 40         | 16         | 7          | 17         | 80         | 109        | 39         |                  |
| Puntos: Victoria=2 puntos, Empate=1 punto, Derrota=0 puntos |            |            |            |            |            |            |            |            |            |                  |

Para la serie 1948-49, no hay estadísticas disponibles. El Nea Salamina jugó diez partidos, ganando tres (dos ante el Neos Asteras y uno contra el Alki), perdiendo seis y empatando una vez (contra el Alki).

### Campeonatos chipriotas

#### 1953–1959
Tras la unificación en 1953 del fútbol chipriota, el Nea Salamina jugó en la Segunda División; su objetivo durante la primera temporada fue conseguir el ascenso a la Primera División. Los partidos se jugaron en el estadio GSE, y el Estadio Municipal de Famagusta fue usado para los entrenamientos. La segunda división tuvo dos grupos; el Nea Salamina estuvo en el grupo Nicosia-Larnaca-Famagusta. El campeón de grupo se enfrentaba al campeón del grupo Limassol-Paphos, disputándose el ascenso a la primera división. Nea Salamina acabó segundo de su grupo, perdiendo la oportunidad de ascenso. En la Copa de Chipre de Fútbol 1953/54, el equipo alcanzó las semifinales. Nea Salamina fue el primer equipo, aún permaneciendo en la segunda división, que se clasificó para las semifinales de la copa chipriota.
En la siguiente temporada, el equipo lideró la clasificación, asegurándose la promoción. La liga entonces tenía tres grupos, con el Nea Salamina jugando en el grupo Larnaca-Famagusta. Tras quedar primeros en su grupo, lucharon por el ascenso con los campeones de los otros dos grupos: el campeón del grupo Limassol-Paphos, Antaeus Lemesos, y el campeón del grupo Nicosia, Orpheus, en un nuevo campeonato de tres equipos. El Nea Salamina acabó en primer lugar. Durante el mismo período, en la Copa de Chipre de Fútbol 1954/55, eliminó en las siguientes fases a uno de los equipos más fuertes, el APOEL, con una victoria de 3 a 2 en el estadio GSE. Tras 57 años, en la Copa de Chipre de Fútbol 2001/02 el equipo repitió el mismo éxito. Tras luchar en la segunda división, eliminó al futuro campeón, el APOEL Nicosia FC, por 1–0, en el estadio GSP.
La Primera División de Chipre 1955/56 vio al equipo participar por primera vez tras su ascenso. Acabó tercero, a cuatro puntos del campeón AEL Limassol FC. La tercera posición ha sido la posición más alta conseguida por el equipo, una posición alcanzada en cuatro ocasiones. El primer partido del Nea Salamina en primera división fue contra el Anorthosis en su estadio común, el estadio GSE. El Nea Salamina ganó por 3 a 2, siendo esta su primera victoria contra el Anorthosis. Los primeros años del equipo en primera divisió vieron victorias contra equipos grandes como el APOEL FC, EPA Larnaca, Anorthosis Famagusta, Pezoporikos Larnaca y el AC Omonia Nicosia, jugando en casa y también en el estadio contrario.
| Temporada                                                    | Primera División de Chipre Década 1950–1959 | Primera División de Chipre Década 1950–1959 | Primera División de Chipre Década 1950–1959 | Primera División de Chipre Década 1950–1959 | Primera División de Chipre Década 1950–1959 | Primera División de Chipre Década 1950–1959 | Primera División de Chipre Década 1950–1959 | Primera División de Chipre Década 1950–1959 | Primera División de Chipre Década 1950–1959 | Copa de Chipre   |
| Temporada                                                    | Posición                                    | Equipos                                     | PJ                                          | PG                                          | PE                                          | PP                                          | Goles                                       | Goles                                       | PTS                                         | Copa de Chipre   |
| Temporada                                                    | Posición                                    | Equipos                                     | PJ                                          | PG                                          | PE                                          | PP                                          | GF                                          | GC                                          | PTS                                         | Copa de Chipre   |
| ------------------------------------------------------------ | ------------------------------------------- | ------------------------------------------- | ------------------------------------------- | ------------------------------------------- | ------------------------------------------- | ------------------------------------------- | ------------------------------------------- | ------------------------------------------- | ------------------------------------------- | ---------------- |
| 1953/54                                                      | Segunda División de Chipre                  | Segunda División de Chipre                  | Segunda División de Chipre                  | Segunda División de Chipre                  | Segunda División de Chipre                  | Segunda División de Chipre                  | Segunda División de Chipre                  | Segunda División de Chipre                  | Segunda División de Chipre                  | Semifinales      |
| 1954/55                                                      | Segunda División de Chipre                  | Segunda División de Chipre                  | Segunda División de Chipre                  | Segunda División de Chipre                  | Segunda División de Chipre                  | Segunda División de Chipre                  | Segunda División de Chipre                  | Segunda División de Chipre                  | Segunda División de Chipre                  | Cuartos de final |
| 1955/56                                                      | 3                                           | 9                                           | 16                                          | 7                                           | 5                                           | 4                                           | 31                                          | 24                                          | 19                                          | -                |
| 1956/57                                                      | 5                                           | 9                                           | 16                                          | 6                                           | 2                                           | 8                                           | 24                                          | 25                                          | 14                                          | -                |
| 1957/58                                                      | 7                                           | 10                                          | 18                                          | 6                                           | 3                                           | 9                                           | 30                                          | 40                                          | 15                                          | -                |
| 1958/59                                                      | No se celebró                               | No se celebró                               | No se celebró                               | No se celebró                               | No se celebró                               | No se celebró                               | No se celebró                               | No se celebró                               | No se celebró                               | Primera ronda    |
| Puntos: Victoria=2 puntos, Empate=1 puntos, Derrota=0 puntos |                                             |                                             |                                             |                                             |                                             |                                             |                                             |                                             |                                             |                  |

#### La década de 1960

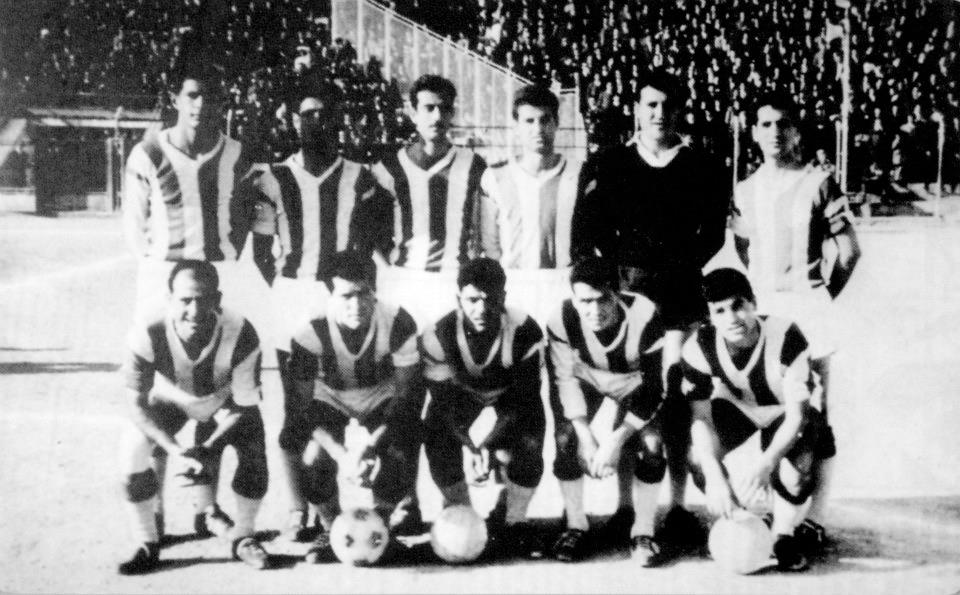
El Nea Salamina Famagusta en 1965-1966.

Durante los primeros años de la década, el Nea Salamina fue fuerte en los partidos en casa, pero débil afuera. Durante este período el núcleo para un equipo exitoso fue creó. Con la creación de la Guardia Nacional de Chipre, muchos jugadores del Nea Salamina se unieron al ejército; los jugadores solían venir directamente de los campamentos en todo Chipre para jugar partidos de liga sin entrenar.

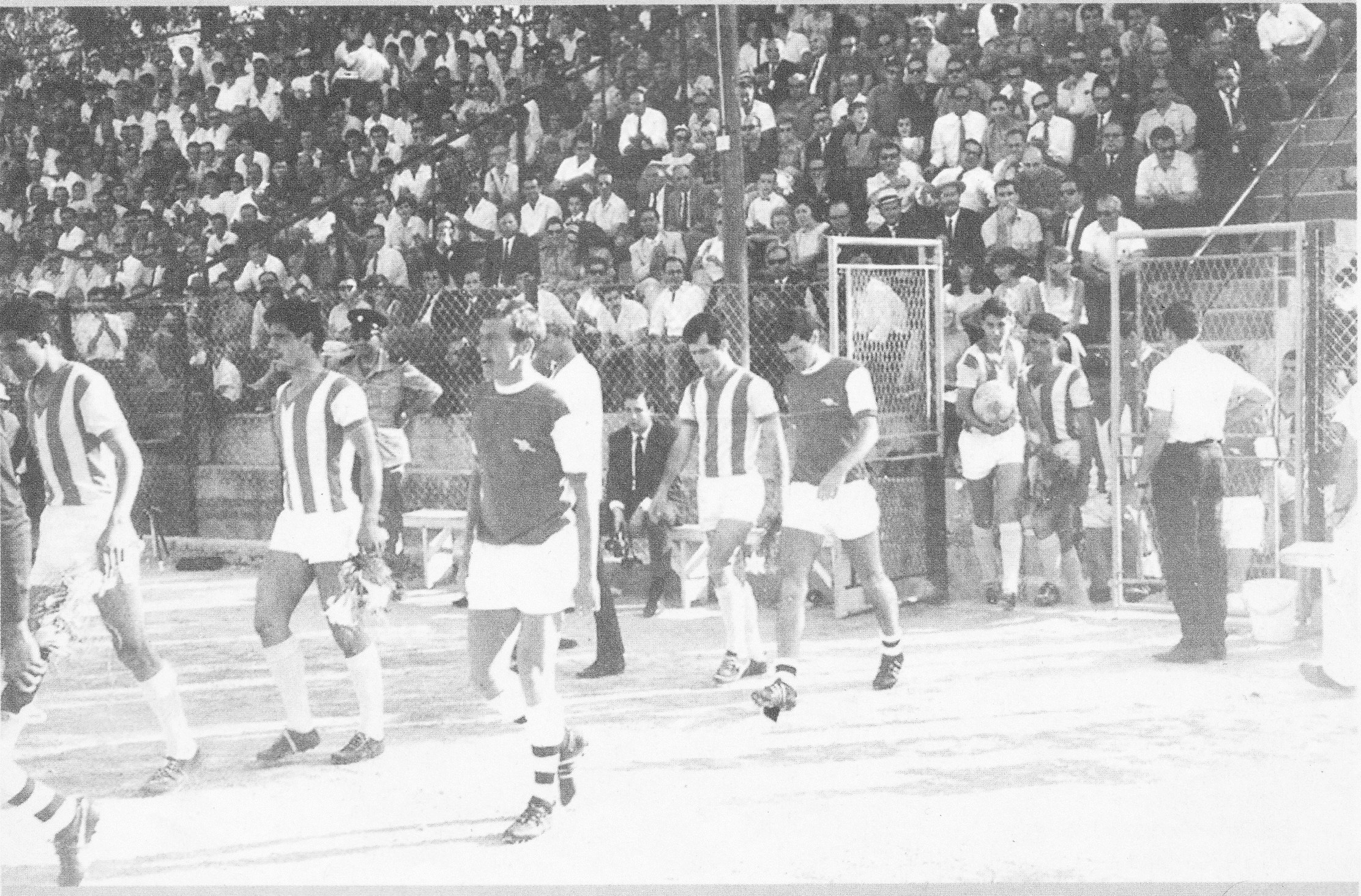
El Nea Salamina Famagusta contra el Arsenal, en 1967, en el estadio GSE, Famagusta, para un partido amistoso.

La temporada 1965–66 fue uno de los mejores períodos, aunque también dolorosos, para el Nea Salamina; el equipo podría decirse que jugó el mejor fútbol en Chipre. El equipo compitió hasta el último partido de la temporada y perdió su primera final de copa. En el penúltimo partido del campeonato, el Omonia y el Salamina estaban empatados en el primer lugar en puntos, y el Olympiakos estaba un punto atrás. En el partido contra el Olympiakos Nicosia, el Nea Salamina iba ganando 2 a 1, pero el Olympiakos empató el juego en un supuesto excesivo tiempo extra. Después de altercados en los últimos segundos, el partido fue detenido y se ordenó jugarlo de nuevo. El Omonia quedó en el primer lugar con 50 puntos; el Nea Salamina quedó segundo con 47 y el Olympiakos tercero con 46. Con una victoria sobre el Olympiakos, el Nea Salamina habría ganado el campeonato, ya que tenía más goles que el Omonia. El 31 de mayo de 1966, muchos autobuses y coches condujeron de Famagusta a Nicosia, donde el Nea Salamina fue derrotado 6 a 3. La mejor defensa de la liga, que había permitido quince goles en diecinueve partidos, no logró impedir seis en un solo juego. Por segunda vez, el Nea Salamina terminó tercero. Esta derrota afectó la moral en la final de Copa con el rival Apollon Limassol que, aunque fue favorecido, el equipo perdió 4 a 2. Durante este período el Salamina tenía la mejor defensa en la liga, con 21 goles en 20 partidos (un récord del equipo).
| Temporada | Primera División de Chipre Década 1960–1969 | Primera División de Chipre Década 1960–1969 | Primera División de Chipre Década 1960–1969 | Primera División de Chipre Década 1960–1969 | Primera División de Chipre Década 1960–1969 | Primera División de Chipre Década 1960–1969 | Primera División de Chipre Década 1960–1969 | Primera División de Chipre Década 1960–1969 | Primera División de Chipre Década 1960–1969 | Copa de Chipre   |
| Temporada | Posición                                    | Equipos                                     | PJ                                          | PG                                          | PE                                          | PP                                          | Goles                                       | Goles                                       | PTS                                         | Copa de Chipre   |
| Temporada | Posición                                    | Equipos                                     | PJ                                          | PG                                          | PE                                          | PP                                          | GF                                          | GC                                          | PTS                                         | Copa de Chipre   |
| --- | ------------------------------------------- | ------------------------------------------- | ------------------------------------------- | ------------------------------------------- | ------------------------------------------- | ------------------------------------------- | ------------------------------------------- | ------------------------------------------- | ------------------------------------------- | ---------------- |
| 1959/60 | 6                                           | 11                                          | 20                                          | 8                                           | 4                                           | 8                                           | 29                                          | 27                                          | 20                                          | -                |
| 1960/61 | 8                                           | 13                                          | 24                                          | 10                                          | 4                                           | 10                                          | 47                                          | 41                                          | 48                                          | -                |
| 1961/62 | 5                                           | 13                                          | 24                                          | 11                                          | 6                                           | 7                                           | 48                                          | 36                                          | 52                                          | Semifinales      |
| 1962/63 | 4                                           | 12                                          | 22                                          | 9                                           | 8                                           | 5                                           | 56                                          | 43                                          | 48                                          | Cuartos de final |
| 1963/64 | No se celebró                               | No se celebró                               | No se celebró                               | No se celebró                               | No se celebró                               | No se celebró                               | No se celebró                               | No se celebró                               | No se celebró                               | Cuartos de final |
| 1964/65 | 7                                           | 11                                          | 20                                          | 5                                           | 7                                           | 8                                           | 33                                          | 42                                          | 37                                          | Semifinales      |
| 1965/66 | 3                                           | 11                                          | 20                                          | 12                                          | 4                                           | 4                                           | 39                                          | 21                                          | 48                                          | Finalista        |
| 1966/67 | 5                                           | 12                                          | 22                                          | 12                                          | 5                                           | 5                                           | 37                                          | 21                                          | 51                                          | Cuartos de final |
| 1967/68 | 8                                           | 12                                          | 22                                          | 8                                           | 4                                           | 10                                          | 47                                          | 49                                          | 42                                          | Primera ronda    |
| 1968/69 | 9                                           | 12                                          | 22                                          | 6                                           | 7                                           | 9                                           | 30                                          | 41                                          | 41                                          | Semifinales      |
| Puntos: 1959-60: Victoria=2 puntos, Empate=1 puntos, Derrota=0 puntos Puntos 1960–1969: Victoria=3 puntos, Empate=2 puntos, Derrota=0 puntos |                                             |                                             |                                             |                                             |                                             |                                             |                                             |                                             |                                             |                  |

#### La década de 1970

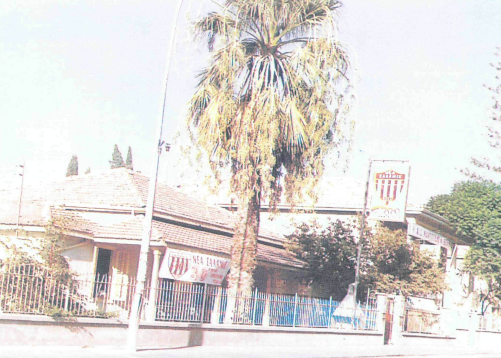
La primera casa del Nea Salamina Famagusta en Lárnaca después de convertirse en un club refugiado.

Durante las dos primeras temporadas de la década de 1970, el Nea Salamina se ubicó en el medio de la tabla; las dos temperadas siguientes amenazaron con el descenso, el cual se evitó. El punto más bajo del club fue el 14 de agosto de 1974, cuando la ocupación de Famagusta por las tropas turcas llevaron al Nea Salamina a convertirse en un club refugiado. Los aficionados y los jugadores se dispersaron en áreas no ocupadas de Chipre y en el extranjero. En octubre, los miembros del Consejo se reunieron en las oficinas del Aris Limassol FC, decidiendo revivir el club. Como la mayoría de los jugadores estaban en Lárnaca, se decidió hacer de Lárnaca el hogar temporal del club. Sus oficinas se alojaron temporalmente en las instalaciones del Alki Larnaca y en enero de 1975 se consiguió un edificio alquilado. Los gastos se pagaron con las contribuciones de los miembros y de amigos del club. Dos academias juveniles se fundaron, en Lárnaca y Limasol.
A finales de 1974, la KOP decidió programar un campeonato especial. Aunque los miembros del consejo no estaban seguros de si el Nea Salamina debía jugar (debido al problema de los refugiados) decidieron participar para que el equipo pudiera permanecer en la Primera División y seguir con vida. Como no había estadio permanente, el equipo utilizó el estadio GSZ en 1974–75, el Estadio Municipal Dherynia en 1975–76, el estadio GSZ otra vez entre 1976–77, el estadio Dasaki en Dasaki Achnas en 1977–78 y por tercera vez el estadio GSZ de 1978 a 1980.
En 1979, el Nea Salamina se estableció en la primera división. A pesar de un buen comienzo de la temporada 1978/79, el equipo fue relegado en el decisivo último partido a la segunda división después de un cuarto de siglo en la primera división.
| Temporada | Primera División de Chipre Década 1970–1979 | Primera División de Chipre Década 1970–1979 | Primera División de Chipre Década 1970–1979 | Primera División de Chipre Década 1970–1979 | Primera División de Chipre Década 1970–1979 | Primera División de Chipre Década 1970–1979 | Primera División de Chipre Década 1970–1979 | Primera División de Chipre Década 1970–1979 | Primera División de Chipre Década 1970–1979 | Copa de Chipre   |
| Temporada | Posición                                    | Equipos                                     | PJ                                          | PG                                          | PE                                          | PP                                          | Goles                                       | Goles                                       | PTS                                         | Copa de Chipre   |
| Temporada | Posición                                    | Equipos                                     | PJ                                          | PG                                          | PE                                          | PP                                          | GF                                          | GC                                          | PTS                                         | Copa de Chipre   |
| --- | ------------------------------------------- | ------------------------------------------- | ------------------------------------------- | ------------------------------------------- | ------------------------------------------- | ------------------------------------------- | ------------------------------------------- | ------------------------------------------- | ------------------------------------------- | ---------------- |
| 1969/70 | 6                                           | 12                                          | 22                                          | 6                                           | 9                                           | 7                                           | 26                                          | 24                                          | 43                                          | Cuartos de final |
| 1970/71 | 9                                           | 12                                          | 22                                          | 7                                           | 5                                           | 10                                          | 24                                          | 36                                          | 19                                          | Cuartos de final |
| 1971/72 | 8                                           | 12                                          | 22                                          | 5                                           | 10                                          | 7                                           | 16                                          | 22                                          | 20                                          | Segunda ronda    |
| 1972/73 | 13                                          | 14                                          | 26                                          | 8                                           | 4                                           | 14                                          | 18                                          | 28                                          | 20                                          | Segunda ronda    |
| 1973/74 | 13                                          | 14                                          | 26                                          | 5                                           | 8                                           | 13                                          | 14                                          | 30                                          | 18                                          | Segunda ronda    |
| 1974/75 | 11                                          | 14                                          | 26                                          | 7                                           | 3                                           | 16                                          | 27                                          | 51                                          | 17                                          | Cuartos de final |
| 1975/76 | 10                                          | 14                                          | 28                                          | 8                                           | 8                                           | 12                                          | 35                                          | 46                                          | 24                                          | Cuartos de final |
| 1976/77 | 13                                          | 16                                          | 30                                          | 6                                           | 10                                          | 14                                          | 36                                          | 49                                          | 22                                          | Segunda ronda    |
| 1977/78 | 10                                          | 16                                          | 30                                          | 8                                           | 12                                          | 10                                          | 43                                          | 48                                          | 28                                          | Segunda ronda    |
| 1978/79 | 15                                          | 16                                          | 30                                          | 10                                          | 6                                           | 14                                          | 42                                          | 48                                          | 26                                          | Segunda ronda    |
| Puntos 1969–70: Victoria=3 puntos, Empate=2 puntos, Derrota=0 puntos Puntos 1970–1979: Victoria=2 puntos, Empate=1 puntos, Derrota=0 puntos |                                             |                                             |                                             |                                             |                                             |                                             |                                             |                                             |                                             |                  |

#### La década de 1980

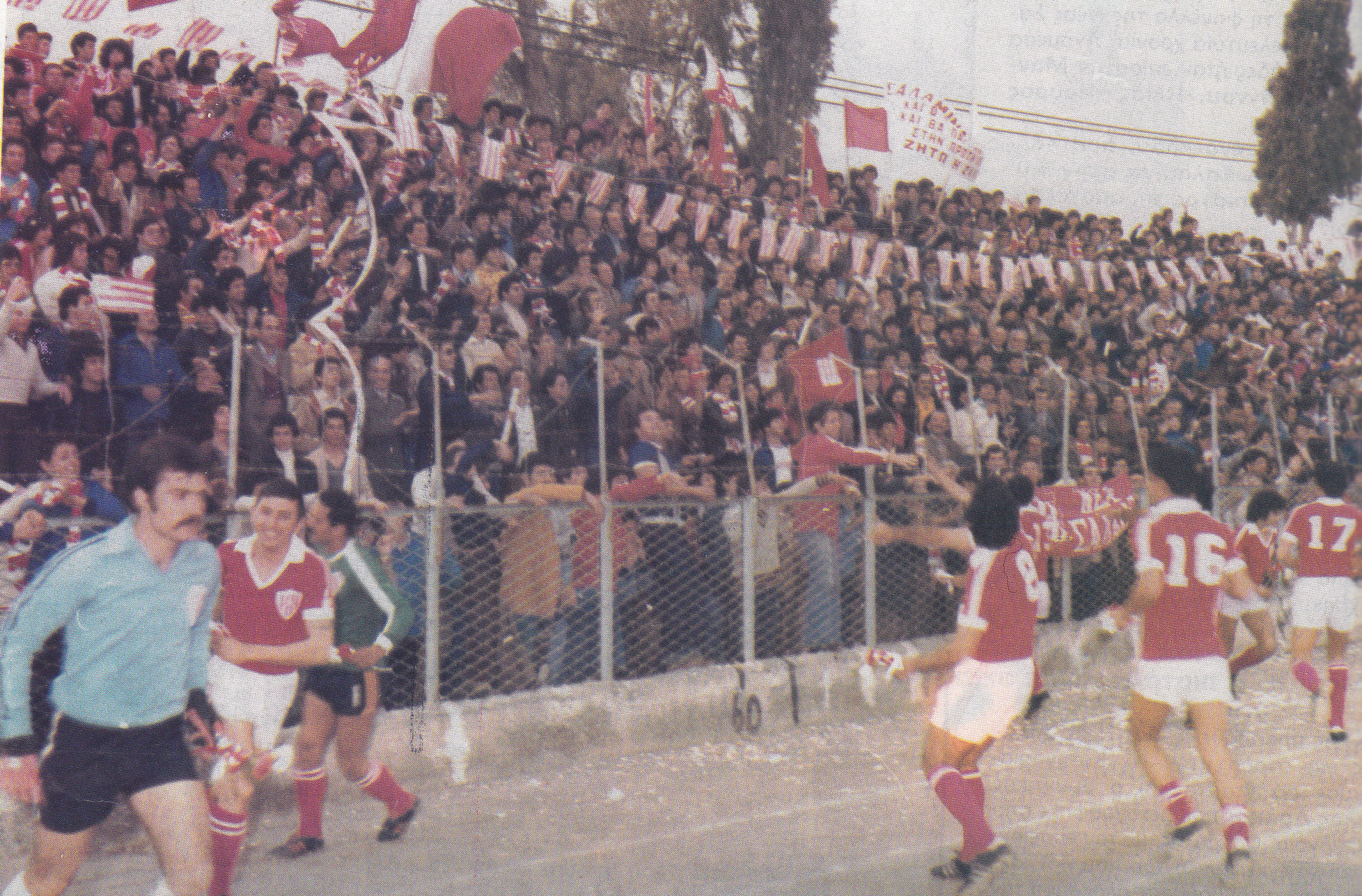
Aficionados y jugadores del Nea Salamina Famagusta celebrando, después de ganar el campeonato de la Segunda División de Chipre 1979-1980 en el estadio GSZ.

Durante la temporada 1979–80, el Nea Salamina jugó en la segunda división. Muchas veces los aficionados en sus partidos excedieron en número a los de los equipos que competían en la primera división. El equipo ganó fácilmente la liga y volvió a la primera división para la temporada 1980/81. En el primer partido venció al posterior campeón Omonia por 2 a 1, en un partido fuera de casa en el estadio Makario en Nicosia. Esta derrota fue la primera que el Omonia sufrió desde que comenzaron a competir en el. El Nea Salamina terminó en séptimo lugar en la temporada.
Las siguientes temporadas de fútbol no fueron acompañadas por la discriminación. Hasta 1985, el equipo jugó en el estadio GSZ. En la temporada temporada 1985/86, jugaron siete partidos en el Estadio Municipal en Deryneia y seis en el GSZ. Utilizaron el estadio GSZ exclusivamente para la temporada 1986/87. De 1987 a 1988, el equipo utilizó el estadio Antonis Papadopoulos en Lárnaca para los partidos en casa. El equipo terminó cuarto en la temporada 1988/89, habiendo perdido la participación en la final por los subsiguientes ganadores AEL Limassol FC. Durante este periodo, el jugador Nigel Maknil del Nea Salamina fue nombrado máximo goleador de la liga, con 19 goles.
| Temporada                                                    | Primera División de Chipre Década 1980–1989 | Primera División de Chipre Década 1980–1989 | Primera División de Chipre Década 1980–1989 | Primera División de Chipre Década 1980–1989 | Primera División de Chipre Década 1980–1989 | Primera División de Chipre Década 1980–1989 | Primera División de Chipre Década 1980–1989 | Primera División de Chipre Década 1980–1989 | Primera División de Chipre Década 1980–1989 | Copa de Chipre   |
| Temporada                                                    | Posición                                    | Equipos                                     | PJ                                          | PG                                          | PE                                          | PP                                          | Goles                                       | Goles                                       | PTS                                         | Copa de Chipre   |
| Temporada                                                    | Posición                                    | Equipos                                     | PJ                                          | PG                                          | PE                                          | PP                                          | GF                                          | GC                                          | PTS                                         | Copa de Chipre   |
| ------------------------------------------------------------ | ------------------------------------------- | ------------------------------------------- | ------------------------------------------- | ------------------------------------------- | ------------------------------------------- | ------------------------------------------- | ------------------------------------------- | ------------------------------------------- | ------------------------------------------- | ---------------- |
| 1979/80                                                      | Segunda División de Chipre 1979/80          | Segunda División de Chipre 1979/80          | Segunda División de Chipre 1979/80          | Segunda División de Chipre 1979/80          | Segunda División de Chipre 1979/80          | Segunda División de Chipre 1979/80          | Segunda División de Chipre 1979/80          | Segunda División de Chipre 1979/80          | Segunda División de Chipre 1979/80          | Segunda ronda    |
| 1980/81                                                      | 7                                           | 14                                          | 26                                          | 8                                           | 8                                           | 10                                          | 29                                          | 32                                          | 24                                          | Cuartos de final |
| 1981/82                                                      | 6                                           | 14                                          | 26                                          | 8                                           | 9                                           | 9                                           | 34                                          | 30                                          | 25                                          | Segunda ronda    |
| 1982/83                                                      | 12                                          | 14                                          | 26                                          | 6                                           | 8                                           | 12                                          | 28                                          | 39                                          | 20                                          | Cuartos de final |
| 1983/84                                                      | 11                                          | 14                                          | 26                                          | 7                                           | 8                                           | 11                                          | 25                                          | 41                                          | 22                                          | Segunda ronda    |
| 1984/85                                                      | 10                                          | 14                                          | 26                                          | 6                                           | 12                                          | 8                                           | 25                                          | 29                                          | 24                                          | Cuartos de final |
| 1985/86                                                      | 5                                           | 14                                          | 26                                          | 7                                           | 11                                          | 8                                           | 26                                          | 26                                          | 25                                          | Segunda ronda    |
| 1986/87                                                      | 13                                          | 16                                          | 30                                          | 7                                           | 10                                          | 13                                          | 45                                          | 54                                          | 24                                          | Semifinales      |
| 1987/88                                                      | 7                                           | 16                                          | 30                                          | 14                                          | 5                                           | 11                                          | 43                                          | 34                                          | 33                                          | Cuartos de final |
| 1988/89                                                      | 4                                           | 15                                          | 28                                          | 11                                          | 11                                          | 6                                           | 51                                          | 35                                          | 33                                          | Semifinales      |
| Puntos: Victoria=2 puntos, Empate=1 puntos, Derrota=0 puntos |                                             |                                             |                                             |                                             |                                             |                                             |                                             |                                             |                                             |                  |

#### La década de 1990
Ganador de copa

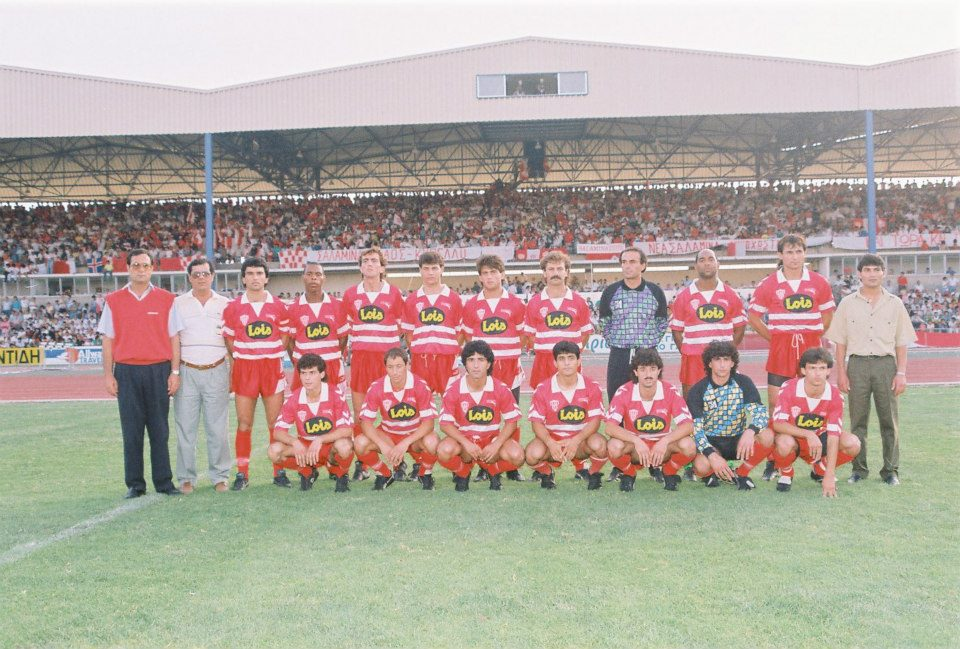
El Nea Salamina Famagusta FC en la final de la Copa Chipriota en el estadio Tsirion. En el fondo los aficionados del equipo.

La temporada 1989/90 fue la más exitosa en la historia del equipo, cuando el Nea Salamina ganó su primer título de fútbol, la Copa de Chipre. La semana antes de la final, muchos aficionados viajaron a Chipre desde el extranjero para asistir al juego. El Nea Salamina fue el segundo equipo refugiado en ganar un título desde la ocupación de 1974. En la final, el 8 de junio de 1990, el Nea Salamina derrotó al Omonia por 3 a 2 en el estadio Tsirion, Limasol.
Ganador de escudo
El Salamina pasó a ocupar su segundo título en solamente unos pocos meses, ganando la Supercopa de Chipre, contra el APOEL, 1-0, en el estadio Makario, el terreno local de los oponentes. Nigel Mcneil anotó el único gol. Ese año, el escudo fue dedicado a los 30 años de la independencia chipriota.
Participación europea

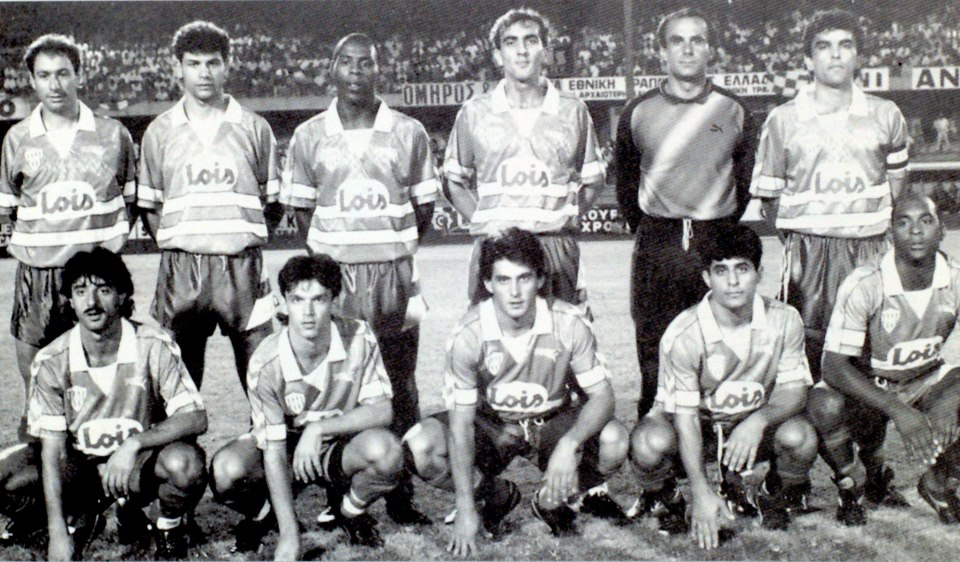
El Nea Salamis Famagusta FC contra el Aberdeen Football Club por la Recopa de Europa 1990-91 en el estadio Tsirion en Limasol.

Como ganador de copa, el Nea Salamina jugó por primera vez en una Copa Europea (Recopa de Europa 1990-91) y fue eliminado en la primera ronda por el Aberdeen Football Club que había ganado la Recopa de Europa 1982-83 al derrotar al Real Madrid en la final, demostrando que era un equipo fuerte. El primer partido fue en el Estadio Tsirio el 19 de septiembre de 1990 ante 8.000 aficionados. El Nea Salamina fue derrotado por 2 a 0, después de un empate sin goles en el medio tiempo. Una revancha, jugada en el Pittodrie Stadium en Aberdeen el 3 de octubre, resultó en una derrota de 3 a 0. Las formaciones del Nea Salamina en los dos partidos fue: Christakis Christofi, Artemis Andreou, Kipros Tsigkelis, Elissaios Psaras, Floros Nikolaou, Kenny Dyer, Pambis Andreou, Takis David (reemplazado por Stavros Efthymiou en el minuto 68), Nigel Maknil (reemplazados por Christakis Mavros en el minuto 85), Elias Elias y Vangelis Adamou (local), y Yiannakis Ioannou, Andreas Artemis, Kipros Tsigkelis, Elissaios Psaras, Floros Nicholaou, Kenny Dyer, Vangelis Adamou, Mavros Christakis, Nigel Maknil (reemplazado por Pambis Andreou en el minuto 47), Elias Elias y Vassos Mavros (visitante).
Los años 90 fue la década más exitosa para el Nea Salamina. Aparte de ganar la copa, el escudo y el derecho a jugar en la Recopa de Europa, el equipo se proclamó campeón. Además, el equipo adquirió el estadio Ammochostos en Lárnaca, construido por los aficionados voluntarios.
El Nea Salamina se proclamó campeón de la Primera División de Chipre 1992/93. Al final de la primera ronda estaban en primer lugar, en última instancia terminaron terceros. Durante la temporada 1994/95 fueron el primer equipo chipriota en participar en la Copa Intertoto. Pambis Andreou fue el máximo goleador de la liga, con 25 goles. El equipo también jugó en la Copa Intertoto de la UEFA 1997.
| Temporada | Primera División de Chipre Década 1990–1999 | Primera División de Chipre Década 1990–1999 | Primera División de Chipre Década 1990–1999 | Primera División de Chipre Década 1990–1999 | Primera División de Chipre Década 1990–1999 | Primera División de Chipre Década 1990–1999 | Primera División de Chipre Década 1990–1999 | Primera División de Chipre Década 1990–1999 | Primera División de Chipre Década 1990–1999 | Copa de Chipre   |
| Temporada | Posición                                    | Equipos                                     | PJ                                          | PG                                          | PE                                          | PP                                          | Goles                                       | Goles                                       | PTS                                         | Copa de Chipre   |
| Temporada | Posición                                    | Equipos                                     | PJ                                          | PG                                          | PE                                          | PP                                          | GF                                          | GC                                          | PTS                                         | Copa de Chipre   |
| --- | ------------------------------------------- | ------------------------------------------- | ------------------------------------------- | ------------------------------------------- | ------------------------------------------- | ------------------------------------------- | ------------------------------------------- | ------------------------------------------- | ------------------------------------------- | ---------------- |
| 1989/90 | 10                                          | 14                                          | 26                                          | 6                                           | 10                                          | 10                                          | 26                                          | 32                                          | 22                                          | Campeón          |
| 1990/91 | 6                                           | 14                                          | 26                                          | 9                                           | 9                                           | 8                                           | 38                                          | 31                                          | 27                                          | Primera ronda    |
| 1991/92 | 5                                           | 14                                          | 26                                          | 11                                          | 5                                           | 10                                          | 45                                          | 47                                          | 38                                          | Segunda ronda    |
| 1992/93 | 3                                           | 14                                          | 26                                          | 15                                          | 3                                           | 8                                           | 44                                          | 28                                          | 48                                          | Semifinales      |
| 1993/94 | 9                                           | 14                                          | 26                                          | 8                                           | 8                                           | 10                                          | 32                                          | 31                                          | 32                                          | Semifinales      |
| 1994/95 | 3                                           | 12                                          | 33                                          | 17                                          | 6                                           | 10                                          | 59                                          | 50                                          | 57                                          | Primera ronda    |
| 1995/96 | 8                                           | 14                                          | 26                                          | 10                                          | 3                                           | 13                                          | 37                                          | 48                                          | 33                                          | Cuartos de final |
| 1996/97 | 8                                           | 14                                          | 26                                          | 8                                           | 10                                          | 8                                           | 42                                          | 36                                          | 34                                          | Cuartos de final |
| 1997/98 | 8                                           | 14                                          | 26                                          | 10                                          | 1                                           | 15                                          | 43                                          | 59                                          | 31                                          | Cuartos de final |
| 1998/99 | 10                                          | 14                                          | 26                                          | 8                                           | 4                                           | 14                                          | 46                                          | 53                                          | 28                                          | Semifinales      |
| Puntos 1989–91: Victoria=2 puntos, Empate=1 puntos, Derrota=0 puntos Puntos 1991–99: Victoria=3 puntos, Empate=1 puntos, Derrota=0 puntos |                                             |                                             |                                             |                                             |                                             |                                             |                                             |                                             |                                             |                  |

#### La década de 2000

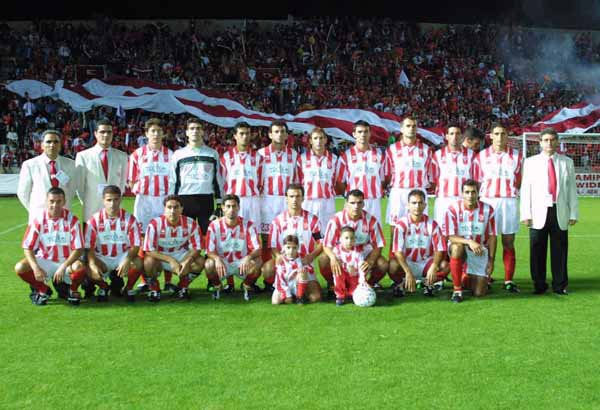
El Nea Salamina Famagusta en la final de la Copa de Chipre 2000-2001 en el estadio GSP. En el fondo los aficionados del equipo.

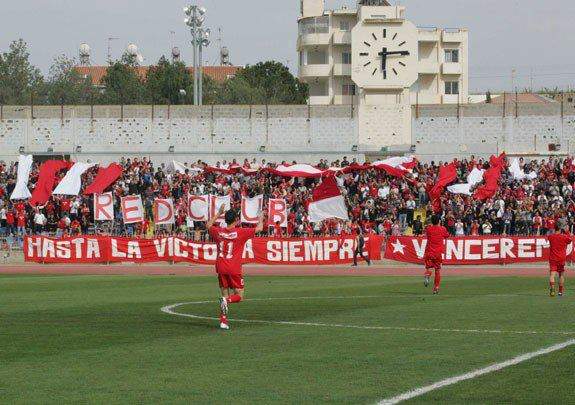
Aficionados del Nea Salamina en el estadio Makario, en el último juego de la Segunda División de Chipre 2008/09, ganando al Olympiakos Nicosia FC y logrando la promoción a la Primera División de Chipre, dejando el oponente en la Segunda División.

Durante la primera década del siglo XXI, el Nea Salamina descendió cuatro veces. La temporada 1999/00 vio al equipo terminar en el cuarto lugar, ganando un puesto en la Copa Intertoto de la UEFA 2000. Durante la temporada 2000/01, el Nea Salamina terminó duodécimo y descendió a la Segunda División por segunda vez en su historia. En el último partido de la temporada, las esperanzas del equipo para no descender descansaban tanto en derrotar al Digenis Morphou, y en que el Doxa Katokopias no pudiera vencer al Apolo Limassol o el Enosis Neon Paralimni venciera al Ethnikos Achnas. El Nea Salamina ganó fácilmente sobre Digenis, pero Doxa también derrotó al Apolo y el partido entre Ethnikos Achnas y Enosis Neon Paralimni terminó en un empate. Después de derrotar al APOEL en las semifinales, el equipo perdió la final de la Copa de Chipre el 12 de mayo de 2012 ante el Apollon, 1 a 0, en el estadio GSP, convirtiéndose en el primer equipo de fútbol chipriota en jugar una final de copa a pesar de estar descendido.
El Nea Salamina se convirtió en campeón de la Segunda División de Chipre 2001/02, ganando la promoción a la primera división. El equipo eliminó al APOEL, futuro campeón de la Copa de Chipre de Fútbol 2001/02, la segunda derrota del APOEL en varios meses en la Copa de Chipre y llegó a los cuartos de final.
En la temporada 2002/03, el equipo descendió otra vez a la segunda división, ganando el campeonato de esa división al año siguiente, y fue promovido otra vez a la primera división. La temporada 2004/05 vio a la escuadra terminar en sexto lugar, y con su estadio cerrado por reparaciones, por lo cual el equipo jugó en el estadio Antonis Papadopoulos (a excepción de dos juegos en el estadio Makario). El Nea Salamina regresó al estadio Ammochostos para la temporada 2005/06, terminando otra vez en sexto lugar. Terminó 10º en la temporada 2006/07 y 13º en 2007/08, otra vez descendiendo a la segunda división. Después de una temporada difícil en 2008/09, el equipo regresó a la primera división, ganando en el partido final y dejando fuera al oponente Olympiakos, que solo necesitaba un empate para ganar la promoción.
| Temporada | Primera División de Chipre Década 2000–2009 | Primera División de Chipre Década 2000–2009 | Primera División de Chipre Década 2000–2009 | Primera División de Chipre Década 2000–2009 | Primera División de Chipre Década 2000–2009 | Primera División de Chipre Década 2000–2009 | Primera División de Chipre Década 2000–2009 | Primera División de Chipre Década 2000–2009 | Primera División de Chipre Década 2000–2009 | Copa de Chipre      |
| Temporada | Posición                                    | Equipos                                     | PJ                                          | PG                                          | PE                                          | PP                                          | Goles                                       | Goles                                       | PTS                                         | Copa de Chipre      |
| Temporada | Posición                                    | Equipos                                     | PJ                                          | PG                                          | PE                                          | PP                                          | GF                                          | GC                                          | PTS                                         | Copa de Chipre      |
| --------- | ------------------------------------------- | ------------------------------------------- | ------------------------------------------- | ------------------------------------------- | ------------------------------------------- | ------------------------------------------- | ------------------------------------------- | ------------------------------------------- | ------------------------------------------- | ------------------- |
| 1999/00   | 4                                           | 14                                          | 26                                          | 13                                          | 4                                           | 9                                           | 58                                          | 34                                          | 43                                          | Segunda ronda       |
| 2000/01   | 12                                          | 14                                          | 26                                          | 7                                           | 6                                           | 13                                          | 41                                          | 47                                          | 27                                          | Finalista           |
| 2001/02   | Segunda División de Chipre 2001/02          | Segunda División de Chipre 2001/02          | Segunda División de Chipre 2001/02          | Segunda División de Chipre 2001/02          | Segunda División de Chipre 2001/02          | Segunda División de Chipre 2001/02          | Segunda División de Chipre 2001/02          | Segunda División de Chipre 2001/02          | Segunda División de Chipre 2001/02          | Cuartos de final    |
| 2002/03   | 12                                          | 14                                          | 26                                          | 6                                           | 11                                          | 9                                           | 39                                          | 40                                          | 29                                          | Fase de grupos (16) |
| 2003/04   | Segunda División de Chipre 2003/04          | Segunda División de Chipre 2003/04          | Segunda División de Chipre 2003/04          | Segunda División de Chipre 2003/04          | Segunda División de Chipre 2003/04          | Segunda División de Chipre 2003/04          | Segunda División de Chipre 2003/04          | Segunda División de Chipre 2003/04          | Segunda División de Chipre 2003/04          | Fase de grupos (16) |
| 2004/05   | 6                                           | 14                                          | 26                                          | 11                                          | 3                                           | 12                                          | 36                                          | 40                                          | 36                                          | Tercera ronda       |
| 2005/06   | 6                                           | 14                                          | 26                                          | 12                                          | 5                                           | 9                                           | 53                                          | 48                                          | 41                                          | Cuartos de final    |
| 2006/07   | 10                                          | 14                                          | 26                                          | 7                                           | 9                                           | 10                                          | 32                                          | 41                                          | 30                                          | Cuarto ronda        |
| 2007/08   | 13                                          | 14                                          | 26                                          | 6                                           | 6                                           | 14                                          | 28                                          | 54                                          | 24                                          | Fase de grupos (8)  |
| 2008/09   | Segunda División de Chipre 2008/09          | Segunda División de Chipre 2008/09          | Segunda División de Chipre 2008/09          | Segunda División de Chipre 2008/09          | Segunda División de Chipre 2008/09          | Segunda División de Chipre 2008/09          | Segunda División de Chipre 2008/09          | Segunda División de Chipre 2008/09          | Segunda División de Chipre 2008/09          | Primera ronda       |

#### Desde 2010
El Nea Salamina descendió de nuevo a la segunda división durante la temporada 2009/10, pero ascendió a la primera división el año siguiente. En la temporada 2011–12, el equipo terminó en el séptimo lugar. Debido a que terminó undécimo en la temporada 2012/13, el equipo hizo frente a la Segunda División de Chipre 2012/13 contra el Anagennisi Dherynia en un desempate de un solo partido por un puesto en la Primera División de Chipre 2013/14. El Nea Salamina ganó por 3 a 0, conservando su puesto en la primera división para la temporada 2013-14. La siguiente temporada, el equipo terminó en el séptimo lugar.
| Temporada | Primera División de Chipre Década 2010- | Primera División de Chipre Década 2010- | Primera División de Chipre Década 2010- | Primera División de Chipre Década 2010- | Primera División de Chipre Década 2010- | Primera División de Chipre Década 2010- | Primera División de Chipre Década 2010- | Primera División de Chipre Década 2010- | Primera División de Chipre Década 2010- | Copa de Chipre |
| Temporada | Posición                                | Equipos                                 | PJ                                      | PG                                      | PE                                      | PP                                      | Goles                                   | Goles                                   | PTS                                     | Copa de Chipre |
| Temporada | Posición                                | Equipos                                 | PJ                                      | PG                                      | PE                                      | PP                                      | GF                                      | GC                                      | PTS                                     | Copa de Chipre |
| --------- | --------------------------------------- | --------------------------------------- | --------------------------------------- | --------------------------------------- | --------------------------------------- | --------------------------------------- | --------------------------------------- | --------------------------------------- | --------------------------------------- | -------------- |
| 2009/10   | 13                                      | 14                                      | 26                                      | 2                                       | 8                                       | 16                                      | 19                                      | 45                                      | 14                                      | Segunda ronda  |
| 2010/11   | Segunda División de Chipre 2010/11      | Segunda División de Chipre 2010/11      | Segunda División de Chipre 2010/11      | Segunda División de Chipre 2010/11      | Segunda División de Chipre 2010/11      | Segunda División de Chipre 2010/11      | Segunda División de Chipre 2010/11      | Segunda División de Chipre 2010/11      | Segunda División de Chipre 2010/11      | Primera ronda  |
| 2011/12   | 7                                       | 14                                      | 32                                      | 11                                      | 10                                      | 11                                      | 39                                      | 47                                      | 43                                      | Segunda ronda  |
| 2012/13   | 11                                      | 14                                      | 32                                      | 8                                       | 7                                       | 17                                      | 27                                      | 44                                      | 31                                      | Segunda ronda  |
| 2013/14   | 7                                       | 14                                      | 36                                      | 17                                      | 3                                       | 16                                      | 43                                      | 49                                      | 541                                     | Segunda ronda  |

1: El Nea Salamina ganó 54 puntos, pero porque el 17 de mayo de 2013 se dedujeron tres puntos al equipo por la KOP, ya que no pudieron cumplir con los criterios contables de la UEFA, terminaron la temporada con 51 puntos

## Estadísticas

### Estadísticas de Primera División
La tabla abajo muestra el registro total del Nea Salamina en la Primera División de Chipre desde 1955 hasta 2013. La puntuación es la suma del cálculo real de cada período, sin importar el sistema de calificación. Usando el sistema de puntuación moderno (victoria, tres puntos; empate, un punto; derrota, sin puntos), la puntuación es de 1631 puntos. La temporada interrumpida de 1963-1964 no está incluida.
| Primera División de Chipre | Primera División de Chipre | Primera División de Chipre | Primera División de Chipre | Primera División de Chipre | Primera División de Chipre | Primera División de Chipre | Primera División de Chipre | Primera División de Chipre | Primera División de Chipre | Primera División de Chipre | Primera División de Chipre | Primera División de Chipre | Primera División de Chipre | Primera División de Chipre | Primera División de Chipre | Primera División de Chipre | Primera División de Chipre | Primera División de Chipre | Primera División de Chipre |
| Participación              | Partidos jugados           | Total                      | Total                      | Total                      | Total                      | Total                      | Total                      | Local                      | Local                      | Local                      | Local                      | Local                      | Local                      | Visitante                  | Visitante                  | Visitante                  | Visitante                  | Visitante                  | Visitante                  |
| Participación              | Partidos jugados           | PG                         | PE                         | PP                         | GF                         | GC                         | PTS                        | PG                         | PE                         | PP                         | GF                         | GC                         | PTS                        | PG                         | PE                         | PP                         | GF                         | GC                         | PTS                        |
| -------------------------- | -------------------------- | -------------------------- | -------------------------- | -------------------------- | -------------------------- | -------------------------- | -------------------------- | -------------------------- | -------------------------- | -------------------------- | -------------------------- | -------------------------- | -------------------------- | -------------------------- | -------------------------- | -------------------------- | -------------------------- | -------------------------- | -------------------------- |
| 56                         | 1467                       | 490                        | 381                        | 596                        | 2026                       | 2224                       | 1790                       | 300                        | 193                        | 240                        | 1135                       | 943                        | 1030                       | 190                        | 188                        | 356                        | 891                        | 1281                       | 760                        |

Los récords del club incluyen:
- Victorias (17) en 1994/95 (33 partidos) y 2013/14 (36 juegos). La siguiente es 1992/93, con 15 victorias. La menor cantidad de victorias (dos) fueron durante la temporada 2009/10.
- Empates (12) en 1977/78 y 1984/85. La temporada 1997/98 tuvo un empate.
- Derrotas: La menor cantidad de derrotas (cuatro) en 1955/56 y 1965/66. La mayor cantidad de derrotas (17) fueron en 2012/2013 y 2015/2016.
- La mayor cantidad de goles (59): 1994/95, con un campeonato de tres rondas. La siguiente es 1999/2000 (58). La menor cantidad de goles (14) fueron anotados en 1973/74.
- La menor cantidad de goles en contra (21) se anotaron en 1965–66 (cuando el equipo tuvo la mejor defensa de la liga) y en 1966/67 (segunda mejor defensa de la liga). La mayor cantidad de goles en contra del equipo (59) se produjo en 1997/98.
- La mejor diferencia de goles (24) fue en 1999/2000; la peor (-26) se produjo en 2007/08 y 2009/10.
- La mayor cantidad de puntos ganados (57) se produjo en temporada 1994/95 (33 juegos), seguido por 2013/14 (36 juegos) con 54 puntos y 1961/62 con 52 puntos (22 juegos, anotando 3-2-1) La menor cantidad de los puntos (14) se produjo en 1956/57 y en 2009/10.

Fuente:
Stilianou (1998), Gavreilides; Papamoiseos (2001), RSSSF , , , , , , , , , , , , KOP , , , , 

### Estadísticas por oponente
La tabla debajo contiene estadísticas del Nea Salamina de todos los partidos de la Primera División de Chipre desde 1955/56 hasta 2017/18 por oponente.
| Nea Salamina FC Vs     | Nea Salamina FC Vs | Total | Total | Total | Total | Total | Total | Local | Local | Local | Local | Local | Local | Visitante | Visitante | Visitante | Visitante | Visitante | Visitante |
| Equipo                 | PJ                 | PG    | PE    | PP    | GF    | GC    | PTS   | PG    | PE    | PP    | GF    | GC    | PTS   | PG        | PE        | PP        | GF        | GC        | PTS       |
| ---------------------- | ------------------ | ----- | ----- | ----- | ----- | ----- | ----- | ----- | ----- | ----- | ----- | ----- | ----- | --------- | --------- | --------- | --------- | --------- | --------- |
| Anorthosis Famagusta   | 115                | 20    | 32    | 63    | 114   | 200   | 94    | 13    | 17    | 27    | 57    | 89    | 56    | 7         | 15        | 36        | 57        | 111       | 38        |
| Apollon Limassol       | 113                | 31    | 33    | 49    | 135   | 192   | 126   | 22    | 17    | 18    | 73    | 75    | 79    | 9         | 16        | 31        | 62        | 117       | 47        |
| AC Omonia Nicosia      | 113                | 19    | 20    | 74    | 116   | 249   | 79    | 13    | 7     | 36    | 55    | 96    | 44    | 6         | 13        | 38        | 61        | 153       | 35        |
| AEL Limassol FC        | 111                | 37    | 28    | 46    | 158   | 180   | 134   | 19    | 17    | 19    | 79    | 76    | 72    | 18        | 11        | 27        | 79        | 104       | 62        |
| APOEL de Nicosia       | 111                | 22    | 20    | 69    | 100   | 214   | 89    | 16    | 8     | 31    | 63    | 105   | 54    | 6         | 12        | 38        | 37        | 109       | 35        |
| Aris de Limassol       | 97                 | 45    | 23    | 29    | 163   | 128   | 152   | 27    | 13    | 9     | 99    | 57    | 87    | 18        | 10        | 20        | 64        | 71        | 65        |
| Olympiakos Nicosia FC  | 97                 | 37    | 26    | 34    | 162   | 158   | 133   | 25    | 13    | 11    | 96    | 61    | 83    | 12        | 13        | 23        | 66        | 97        | 50        |
| Enosis Neon Paralimni  | 83                 | 24    | 30    | 29    | 95    | 110   | 95    | 18    | 15    | 9     | 60    | 43    | 61    | 6         | 15        | 20        | 35        | 67        | 34        |
| Alki Larnaca FC        | 82                 | 31    | 23    | 28    | 147   | 118   | 114   | 13    | 17    | 11    | 83    | 52    | 56    | 18        | 6         | 17        | 64        | 66        | 58        |
| Pezoporikos Larnaca    | 72                 | 13    | 28    | 31    | 79    | 112   | 73    | 11    | 10    | 15    | 49    | 53    | 42    | 2         | 18        | 16        | 30        | 59        | 31        |
| EPA Larnaca            | 68                 | 27    | 20    | 21    | 93    | 86    | 95    | 15    | 11    | 8     | 52    | 38    | 52    | 12        | 9         | 13        | 41        | 48        | 43        |
| Ethnikos Achnas        | 63                 | 23    | 15    | 25    | 79    | 82    | 80    | 14    | 6     | 11    | 38    | 31    | 46    | 9         | 9         | 14        | 41        | 51        | 34        |
| AEK Larnaca            | 45                 | 17    | 9     | 19    | 49    | 63    | 60    | 10    | 7     | 6     | 29    | 22    | 37    | 7         | 2         | 13        | 20        | 41        | 23        |
| APOP Paphos            | 36                 | 21    | 8     | 7     | 70    | 35    | 59    | 11    | 6     | 1     | 41    | 16    | 32    | 10        | 2         | 6         | 29        | 19        | 27        |
| Evagoras Paphos        | 34                 | 13    | 13    | 8     | 53    | 33    | 47    | 12    | 4     | 1     | 39    | 10    | 34    | 1         | 9         | 7         | 14        | 23        | 13        |
| Doxa Katokopias        | 28                 | 12    | 6     | 10    | 40    | 31    | 42    | 6     | 2     | 6     | 17    | 13    | 20    | 6         | 4         | 4         | 23        | 18        | 22        |
| Digenis Morphou        | 28                 | 8     | 10    | 10    | 41    | 39    | 30    | 5     | 4     | 5     | 20    | 20    | 17    | 3         | 6         | 5         | 21        | 19        | 13        |
| Omonia Aradippou       | 25                 | 12    | 7     | 6     | 44    | 22    | 37    | 7     | 2     | 3     | 28    | 13    | 20    | 5         | 5         | 3         | 16        | 9         | 17        |
| Ermis Aradippou        | 24                 | 11    | 6     | 7     | 38    | 30    | 36    | 7     | 3     | 2     | 23    | 10    | 22    | 4         | 3         | 5         | 15        | 20        | 14        |
| ASIL Lysi              | 16                 | 8     | 2     | 6     | 31    | 19    | 24    | 4     | 1     | 3     | 14    | 9     | 12    | 4         | 1         | 3         | 17        | 10        | 12        |
| Anagennisi Dherynia    | 12                 | 9     | 1     | 2     | 33    | 15    | 26    | 5     | 1     | 0     | 22    | 9     | 15    | 4         | 0         | 2         | 11        | 6         | 11        |
| APEP Pitsilia          | 12                 | 9     | 1     | 2     | 34    | 12    | 24    | 5     | 0     | 1     | 21    | 3     | 13    | 4         | 1         | 1         | 13        | 9         | 11        |
| AEP Paphos FC          | 12                 | 5     | 4     | 3     | 14    | 10    | 19    | 2     | 3     | 1     | 8     | 6     | 9     | 3         | 1         | 2         | 6         | 4         | 10        |
| Ayia Napa FC           | 10                 | 5     | 5     | 0     | 15    | 7     | 20    | 2     | 3     | 0     | 7     | 3     | 9     | 3         | 2         | 0         | 8         | 4         | 11        |
| Orfeas Nicosia         | 8                  | 3     | 3     | 2     | 16    | 12    | 15    | 1     | 2     | 1     | 6     | 4     | 7     | 2         | 1         | 1         | 10        | 8         | 8         |
| A.Y.M.A.               | 6                  | 5     | 1     | 0     | 26    | 7     | 15    | 2     | 1     | 0     | 10    | 4     | 7     | 3         | 0         | 0         | 16        | 3         | 8         |
| Pafos FC               | 6                  | 2     | 2     | 2     | 9     | 11    | 8     | 1     | 1     | 1     | 5     | 4     | 4     | 1         | 1         | 1         | 4         | 7         | 4         |
| Keravnos B.C.          | 6                  | 2     | 2     | 2     | 8     | 7     | 6     | 2     | 1     | 0     | 6     | 2     | 5     | 0         | 1         | 2         | 2         | 5         | 1         |
| APOP Kinyras Peyias FC | 6                  | 1     | 2     | 3     | 8     | 11    | 5     | 1     | 1     | 1     | 4     | 4     | 4     | 0         | 1         | 2         | 4         | 7         | 1         |
| Ethnikos Assia         | 4                  | 3     | 1     | 0     | 11    | 4     | 10    | 2     | 0     | 0     | 5     | 2     | 6     | 1         | 1         | 0         | 6         | 2         | 4         |
| AEK Kouklia FC         | 4                  | 3     | 0     | 1     | 9     | 5     | 9     | 2     | 0     | 0     | 5     | 2     | 6     | 1         | 0         | 1         | 4         | 3         | 3         |
| Othellos Athienou FC   | 4                  | 3     | 0     | 1     | 4     | 1     | 9     | 1     | 0     | 1     | 1     | 1     | 3     | 2         | 0         | 0         | 3         | 0         | 6         |
| Alki Oroklini          | 4                  | 2     | 0     | 2     | 10    | 4     | 6     | 1     | 0     | 1     | 6     | 3     | 3     | 1         | 0         | 1         | 4         | 1         | 3         |
| Chalkanoras Idaliou    | 4                  | 2     | 0     | 2     | 8     | 8     | 4     | 2     | 0     | 0     | 7     | 3     | 4     | 0         | 0         | 2         | 1         | 5         | 0         |
| Karmiotissa Polemidion | 4                  | 1     | 0     | 3     | 2     | 6     | 3     | 1     | 0     | 1     | 2     | 3     | 3     | 0         | 0         | 2         | 0         | 3         | 0         |
| AEZ Zakakiou           | 2                  | 2     | 0     | 0     | 7     | 1     | 6     | 1     | 0     | 0     | 2     | 0     | 3     | 1         | 0         | 0         | 5         | 1         | 3         |
| ENTHOI Lakatamia FC    | 2                  | 2     | 0     | 0     | 5     | 2     | 6     | 1     | 0     | 0     | 3     | 1     | 3     | 1         | 0         | 0         | 2         | 1         | 3         |
| Total                  | 1467               | 490   | 381   | 596   | 2026  | 2224  | 1790  | 300   | 193   | 240   | 1135  | 943   | 1030  | 190       | 188       | 356       | 891       | 1281      | 760       |

Puntos calculados bajo sistema de calificación contemporáneo: 2–1–0, 3–2–1 o el sistema actual: 3–1–0. 

La temporada1963/64 no se incluye.

Fuente:
- De 1948–1998: Stilianou (1998)
- De 1953-2001: Gavreilides; Papamoiseos (2001).
- De 2001-2013: RSSSF , , , , , , , , , , , ,
- De 2008-2014: KOP , , , , , ,

### Nea Salamina en la Copa de Chipre
El Nea Salamina tiene 60 participaciones en la Copa de Chipre, teniendo una victoria, tres apariciones en la final, doce apariciones en las semifinales, y 32 apariciones en los cuartos de final. La tabla de abajo muestra las estadísticas del Nea Salamina para todos los partidos en la Copa de Chipre (1953/1954-2017/2018) por oponente.
| Nea Salamina vs.           | PJ  | PG  | PE | PP | GF  | GC  | Q  | Ε  | |
| -------------------------- | --- | --- | -- | -- | --- | --- | -- | -- | --- |
| Adonis Idaliou             | 2   | 2   | 0  | 0  | 9   | 1   | 1  | 0  | 2007-08 |
| AEZ Zakakiou               | 2   | 2   | 0  | 0  | 18  | 2   | 1  | 0  | 1987-88 |
| AEK Larnaca                | 10  | 4   | 1  | 5  | 12  | 13  | 2  | 3  | 1998-99, 1999-00, 2000-01, 2004-05, 2014-15                                                                                           |
| AEK Kakopetrias            | 1   | 1   | 0  | 0  | 2   | 0   | 1  | 0  | 1992-93 |
| AEL Limassol FC            | 11  | 2   | 5  | 4  | 17  | 17  | 2  | 4  | 1979-80, 1982-83, 1986-87, 1988-89, 2003-04, 2005-06                                                                                  |
| AEM Morphou                | 2   | 2   | 0  | 0  | 9   | 1   | 1  | 0  | 1985-86 |
| Alki Larnaca FC            | 11  | 6   | 1  | 4  | 14  | 11  | 4  | 3  | 1962-63, 1966-67, 1968-69, 1973-74, 1988-89, 1989-90, 1996-97                                                                         |
| Anagennisi Dherynia        | 9   | 5   | 2  | 2  | 18  | 10  | 3  | 1  | 1988-89, 1990-91, 1992-93, 2000-01, 2003-04                                                                                           |
| Anagennisi Lythrodonta     | 1   | 1   | 0  | 0  | 8   | 0   | 1  | 0  | 2003-04 |
| Anorthosis Famagusta       | 9   | 1   | 3  | 5  | 5   | 10  | 1  | 4  | 1963-64, 1965-66, 1969-70, 1970-71, 2003-04                                                                                           |
| Ayia Napa FC               | 1   | 1   | 0  | 0  | 4   | 2   | 1  | 0  | 2011-12 |
| APEP Pitsilia              | 5   | 4   | 0  | 1  | 22  | 2   | 3  | 0  | 1987-88, 1993-94, 2003-04 |
| APOEL de Nicosia           | 26  | 4   | 6  | 16 | 26  | 54  | 3  | 12 | 1954-55, 1977-78, 1978-79, 1983-84, 1987-88, 1992-93, 1995-96, 1996-97, 1998-99, 2000-01, 2001-02, 2005-06, 2015-16, 2016-17, 2017-18 |
| Apollon Limassol           | 13  | 1   | 1  | 11 | 6   | 23  | 0  | 8  | 1964-65, 1965-66 (final), 1997-98, 2000-01 (final), 2007-08, 2009-10, 2012-13, 2013-14                                                |
| Apollon Lympion            | 1   | 1   | 0  | 0  | 4   | 0   | 1  | 0  | 1980-81 |
| APOP Paphos                | 2   | 2   | 0  | 0  | 9   | 0   | 2  | 0  | 1962-63, 1995-96 |
| Aris de Limassol           | 7   | 3   | 4  | 0  | 19  | 9   | 4  | 0  | 1964-65, 1965-66, 1992-93, 2003-04 |
| ASIL Lysi                  | 4   | 4   | 0  | 0  | 10  | 1   | 3  | 0  | 1979-80, 2001-02, 2002-03 |
| Achilleas Ayiou Theraponta | 1   | 0   | 0  | 1  | 1   | 2   | 0  | 1  | 1994-95 |
| Digenis Morphou            | 10  | 4   | 4  | 2  | 17  | 11  | 4  | 1  | 1970-71, 1971-72, 1999-00, 2001-02, 2002-03, 2009-10                                                                                  |
| Doxa Katokopias            | 3   | 1   | 1  | 1  | 4   | 5   | 1  | 1  | 1997-98, 2008-09 |
| Ethnikos Assia             | 2   | 2   | 0  | 0  | 10  | 0   | 2  | 0  | 1976-77, 1981-82 |
| Ethnikos Achnas            | 10  | 5   | 1  | 4  | 14  | 11  | 1  | 3  | 2001-02, 2005-06, 2006-07, 2007-08, 2010-11                                                                                           |
| Elpida Xylofagou           | 1   | 1   | 0  | 0  | 4   | 1   | 1  | 0  | 2014-15 |
| Enosis Agion Omologiton    | 2   | 1   | 0  | 1  | 6   | 3   | 1  | 0  | 1958-59 |
| Enosis Neon Paralimni      | 9   | 3   | 0  | 6  | 9   | 14  | 3  | 4  | 1968-69, 1974-75, 1980-81, 1981-82, 1982-83, 1984-85, 2007-08                                                                         |
| EPA Larnaca                | 7   | 2   | 1  | 4  | 5   | 9   | 2  | 3  | 1967-68, 1974-75, 1976-77, 1984-85, 1993-94                                                                                           |
| Ermis Aradippou            | 2   | 1   | 0  | 1  | 6   | 4   | 1  | 0  | 2000-01 |
| Evagoras Paphos            | 5   | 4   | 1  | 0  | 13  | 1   | 4  | 0  | 1966-67, 1971-72, 1978-79, 1988-89 |
| Iraklis Gerolakkou         | 1   | 1   | 0  | 0  | 4   | 1   | 1  | 0  | 1975-76 |
| ENTHOI Lakatamia FC        | 3   | 2   | 0  | 1  | 6   | 2   | 2  | 0  | 1977-78, 1986-87 |
| Th.O.I. Avgorou FC         | 2   | 2   | 0  | 0  | 13  | 0   | 1  | 0  | 1998-99 |
| Karmiotissa Polemidion     | 1   | 1   | 0  | 0  | 4   | 1   | 1  | 0  | 2013-14 |
| Keravnos Strovolou FC      | 3   | 3   | 0  | 0  | 12  | 1   | 2  | 0  | 1961-62, 1989-90 |
| Gençler Birliği SK         | 1   | 1   | 0  | 0  | 8   | 5   | 1  | 0  | 1953-54 |
| Othellos Athienou FC       | 4   | 4   | 0  | 0  | 12  | 3   | 3  | 0  | 1982-83, 1991-92, 2012-13 |
| Olympiakos Nicosia FC      | 10  | 2   | 3  | 5  | 11  | 25  | 2  | 3  | 1958-59, 1961-62, 1989-90, 2002-03, 2005-06, 2017-18                                                                                  |
| AC Omonia Nicosia          | 15  | 5   | 2  | 8  | 18  | 33  | 3  | 6  | 1968-69, 1969-70, 1985-86, 1989-90 (final), 1993-94, 1997-98, 2002-03, 2007-08, 2011-12                                               |
| Omonia Aradippou           | 3   | 1   | 2  | 0  | 6   | 3   | 1  | 1  | 1991-92, 2015-16 |
| Onisilos Sotira            | 3   | 2   | 1  | 0  | 9   | 1   | 2  | 0  | 1986-87, 1998-99 |
| Orfeas Nicosia             | 2   | 2   | 0  | 0  | 7   | 2   | 2  | 0  | 1961-62, 1980-81 |
| PAEEK FC                   | 4   | 4   | 0  | 0  | 7   | 0   | 3  | 0  | 1977-78, 1995-96, 2016-17 |
| Parthenon Zodeia           | 1   | 1   | 0  | 0  | 3   | 0   | 1  | 0  | 1972-73 |
| Pezoporikos Larnaca        | 8   | 3   | 0  | 5  | 18  | 16  | 3  | 4  | 1953-54, 1954-55, 1962-63, 1964-65, 1972-73, 1975-76, 1984-85                                                                         |
| Rotsidis Mammari           | 3   | 3   | 0  | 0  | 7   | 0   | 2  | 0  | 1986-87, 1996-97 |
| Faros Acropoleos           | 1   | 1   | 0  | 0  | 6   | 1   | 1  | 0  | 1975-76 |
| Fotiakos Frenarou          | 3   | 3   | 0  | 0  | 13  | 0   | 2  | 0  | 1989-90, 1993-94 |
| Chalkanoras Idaliou        | 2   | 2   | 0  | 0  | 4   | 1   | 1  | 0  | 1973-74 |
| Total                      | 239 | 113 | 39 | 87 | 469 | 312 | 88 | 62 | |

### Segunda División de Chipre
| Temporada | Segunda División de Chipre | Segunda División de Chipre | Segunda División de Chipre | Segunda División de Chipre | Segunda División de Chipre | Segunda División de Chipre | Segunda División de Chipre | Segunda División de Chipre | Segunda División de Chipre | Resultado | Copa de Chipre      |
| Temporada | Posición                   | Equipos                    | PJ                         | PG                         | PE                         | PP                         | Goles                      | Goles                      | PTS                        | Resultado | Copa de Chipre      |
| Temporada | Posición                   | Equipos                    | PJ                         | PG                         | PE                         | PP                         | GF                         | GC                         | PTS                        | Resultado | Copa de Chipre      |
| --------- | -------------------------- | -------------------------- | -------------------------- | -------------------------- | -------------------------- | -------------------------- | -------------------------- | -------------------------- | -------------------------- | --------- | ------------------- |
| 1953/54   | 2                          | 4                          | 6                          | 4                          | 1                          | 1                          | 23                         | 11                         | 9                          | ---       | Semifinales         |
| 1954/55   | 1                          | 4                          | 6                          | 6                          | 0                          | 0                          | 26                         | 1                          | 12                         | Liguilla  | Cuartos de final    |
| 1954/55   | 1                          | 3                          | 4                          | 3                          | 1                          | 0                          | 17                         | 5                          | 7                          | Promoción | Cuartos de final    |
| 1979/80   | 1                          | 14                         | 26                         | 18                         | 6                          | 2                          | 70                         | 14                         | 42                         | Promoción | Segunda ronda       |
| 2001/02   | 1                          | 14                         | 26                         | 21                         | 3                          | 2                          | 95                         | 22                         | 66                         | Promoción | Cuartos de final    |
| 2003/04   | 1                          | 14                         | 26                         | 21                         | 3                          | 2                          | 68                         | 23                         | 66                         | Promoción | Fase de grupos (16) |
| 2008/09   | 3                          | 14                         | 26                         | 14                         | 7                          | 5                          | 38                         | 21                         | 49                         | Promoción | Primera ronda       |
| 2010/11   | 2                          | 14                         | 32                         | 14                         | 13                         | 5                          | 50                         | 25                         | 55                         | Promoción | Primera ronda       |

Fuente:
- De 1948–1998: Stilianou (1998)
- De 1953-2001: Gavreilides; Papamoiseos (2001).
- De 2001-2010: RSSSF , , , , , , , ,
- De 2008-2014: KOP , , , , , , , , ,

## Participación en competiciones europeas
Jugando en una competición europea por primera vez en 1990, el Nea Salamina fue derrotado en la primera ronda por el Aberdeen Football Club. El equipo jugó en la Copa Intertoto de la UEFA en 1995 y 1997. En la Copa Intertoto de la UEFA 2000, el equipo se clasificó para la segunda ronda, con dos victorias contra el albanés KS Vllaznia Shkodër, pero fueron eliminados en Viena por el FK Austria Viena, 3–0.
| Temporada | Torneo           | Ronda          | Equipo                             | Casa | Visita |    |
| --------- | ---------------- | -------------- | ---------------------------------- | ---- | ------ | -- |
| 1990–91   | Recopa de Europa | Primera ronda  | Aberdeen Football Club             | 0–2  | 0–3    |    |
| 1995      | Copa Intertoto   | Fase de grupos | OFI                                | ---  | 1–2    | 3º |
| 1995      | Copa Intertoto   | Fase de grupos | JK Tervis Pärnu                    | 2–0  | ---    | 3º |
| 1995      | Copa Intertoto   | Fase de grupos | Fudbalski Klub Budućnost Podgorica | ---  | 1–1    | 3º |
| 1995      | Copa Intertoto   | Fase de grupos | Bayer 04 Leverkusen                | 0–2  | ---    | 3º |
| 1997      | Copa Intertoto   | Fase de grupos | Football Club Lausanne-Sport       | ---  | 1–4    | 4º |
| 1997      | Copa Intertoto   | Fase de grupos | Ards FC                            | 4–1  | ---    | 4º |
| 1997      | Copa Intertoto   | Fase de grupos | Royal Antwerp Football Club        | ---  | 0–4    | 4º |
| 1997      | Copa Intertoto   | Fase de grupos | AJ Auxerre                         | 1–10 | ---    | 4º |
| 2000      | Copa Intertoto   | Primera ronda  | KS Vllaznia Shkodër                | 4–1  | 2–1    |    |
| 2000      | Copa Intertoto   | Segunda ronda  | FK Austria Viena                   | 1–0  | 0–3    |    |

## Palmarés
- Ganadores de la Copa de Chipre, 1990;
- Ganadores de la Supercopa de Chipre, 1990;
- Campeones de la Segunda División de Chipre (1955, 1980, 2002 y 2004).

## Plantilla

### Antiguos jugadores
Jugadores con más de 100 partidos con el equipo:
| - Adamou Bangelis (1986–98) - Andreou Artemis (1986–98) - Pambis Andreou (1987–97/1999–2003) - Angelidis Aggelos (1967–78) - Aristotelous Vasos (1950–64) - Chrisanthos N. (1983–90) - Christofi Christakis (1978–91) - Christofi Kiriakos (1959–68) - Christofi Varnavas (1962–72) - Dimitriou Pantelis (1991–98) - Elia Elias (1971–82) - Elia Elias (1983–96) - Fokkis Andreas (1952–65) - Fokkis Pasxalis (1966–77) - Giasas Andreas (1959–66) - Andreas Ioannides (1988–09) - Ioannou Giannos (1986–98) - Ioannou Kokos (1972–85) | - K. Nouros (1975–83) - Kakousis F. (1975–84) - Karaolis Andreas (1966–73) - Kiriakou Moisis (1973–85) - Kokos Elia (1991–98) - Konteatis Andreas (1962–72) - Kotrofos Sofoklis (1959–72) - Koulapis Loukas (1976–86) - Koungas P. (1970–79) - Koureas Kiriakos (1964–70) - Lambros (1978–87) - Lellos Koullapis (1976–86) - Loukas Kotrofos (1974–80) - Malos Michalakis (1966–75) - Mantzouras Micahlis (1975–89) - Marangos Takis (1979–89) - Mavros Christakis (1978–92) - Mavrou Vasos (1985–97) | - Michailides Michalakis (1969–75) - Mitsios D. (1973–79) - Mouskallis Andreas (1967–74) - Nicolaou Floros (1979–91/1994–95) - Nikos Nikolaou (1991–01) - Nigel McNeill (1987–91) - Ioannis Okkas (1993–97) - Orfanidis Michalis (1959–67) - Pitsiaoulos Nikos (1955–68) - Porfiriou T. (1993–98) - Psaras Elissaios (1967–78) - Sialos Michalis (1959–68) - Sofokleous Loukas (1961–79) - Stavrou Savvas (1954–68) - Theofanous Petros (1972–80) - Thomas A. (1972–79) - Tsikelis Kipros (1987–96) |

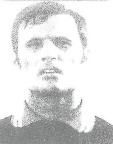
Varnavas Xristofi
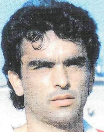
Floros Nikolaou
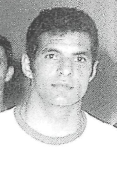
Kiriakos Koureas
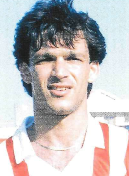
Pambis Antreou
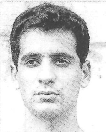
Orfanidis Mixalis
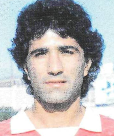
Xristakis Mavros

## Entrenadores
| - Michael Daniel Sialic (1948–49) - Ruben Perperian (1949) - Gkilli (1950) - Kostakis Antoniades (1950–51) - Kostas Eleftheriou (1951) - Henderson (1952) - Kostakis Antoniades (1952–53) - Costas Vasileiou (1953–55) - Kostas Tsigas (1955–57) - Gyula Zsengellér (1957–59) - Nikis Georgiou (1959–61) - Costas Vasileiou (1961–62) - Aram Tsiatirtzian (1962–64) - Costas Vasileiou (1964–65) - Kostakis Antoniades (1965–67) - Stoyan Petrov (1967–68) - Andreas Fokkis (1968–69) - Pambos Avraamides (1969–71) - Sima Milovanov (1971–73) - Mauritius Aspros (1974) - Andreas Konteatis, Nikis Georgiou (Larnaka) (1974–75) | - Mauritius Aspros (Limassol) (1974–75) - Kostakis Antoniades (1975–77) - Spiro Debarski (1977–80) - Jozef Jankech (1980–82) - Andreas Mouskallis (1983) - Mario Buzek (1983–84) - Milan Máčala (1984–86) - Andreas Mouskallis (1986–90) - Boziil Kolefas (1990–91) - Jerzy Engel (1991–94) - Momčilo Vukotić (1994–95) - Boris Nikolov (1995) - Jerzy Engel (1995–96) - Slobodan Karalits (1996–97) - Lucas Kotrofos (1998) - Michael Urukalo (1998) - Andreas Mouskallis (1998–99) - Slobodan Vučeković (1999–01) - Andreas Kissonergis (2001) - Takis Antoniou (2001–03) - Panicos Orphanides (2003–abril de 2005) - Andreas Michaelides (abril de 2005–noviembre de 2006) - Nikos Andronicus (noviembre de 2006–abril de 2007) | - Georgios Kostikos (abril-octubre de 2007) - Panicos Orphanides (noviembre de 2007–noviembre de 2008) - Savvas Constantinou (noviembre-diciembre de 2008) - Michael Hadjipieris (enero-abril de 2009) - Attila Supka (abril-noviembre de 2009) - Nir Klinger (enero-junio de 2010) - Nedim Tutić (julio-octubre de 2010) - Stephen Constantine (enero de 2011–julio de 2012) - Nicos Andreou (julio-noviembre de 2012) - Mirsad Jonuz (noviembre de 2012–junio de 2013) - Apostolos Charalampidis (julio-septiembre de 2013) - Dimitris Kalaitzidis (Septiembre de 2013–enero de 2014) - Neophytos Larkou (enero-diciembre de 2014) - Nicos Panayiotou (diciembre de 2014-mayo de 2015) - Floros Nicolaou (mayo de 2015 - junio de 2015) - Jan de Jonge (junio de 2015 - presente) |

Fuentes: 1948–1998: Stilianou, 1988, p. 126 και Stilianou, 1998, p. 150

## Relaciones con los turcochipriotas

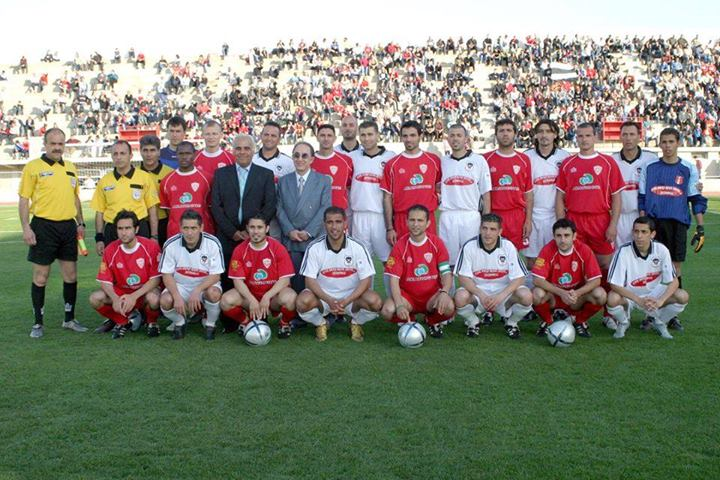
Partido amistoso entre el Nea Salamis Famagusta FC ante el Yenicami Ağdelen SK de Chipre del Norte en el Estadio Ammochostos en el primer partido entre un equipo greco-chipriota contra un equipo turco-chipriota en 50 años.

Desde su fundación, el Nea Salamina trató de desarrollar relaciones amistosas con los turcochipriotas en Famagusta, y varios futbolistas turcochipriotas (incluyendo a Siekkeris, Nita y Moustafa) jugaron en el equipo durante la década de 1950. Cuando el equipo se unió al Comité de Libertad Sindical, jugó contra equipos turcos (incluyendo al Demir Deportes, Kenslik Kiounslou y el Club Turco de Famagusta) en la segunda división. Cuando los clubes turcochipriotas comenzaron a retirarse de los torneos del CFA a finales de 1955, el club trató de convencerlos de continuar y los jugadores turcos siguieron siendo bienvenidos en el Nea Salamina. En 1962 Kallikas pasó al club, y en 1970 Neziak (de origen turco) también fue trasferido. En 2004, los turcochipriotas Imam y Ulusoy fueron trasferidos al Nea Salamina, siendo los primeros futbolistas turcochipriotas en la CAF en treinta años.
El 26 de marzo de 2005, el Nea Salamina jugó un amistoso contra el equipo turcochipriota Yenicami Ağdelen S.K. en el estadio Ammochostos, derrotándolos 6 a 0; fue el primer partido entre clubes griegos y turcos chipriotas en 50 años. Alrededor de 2 500 aficionados se sentaron juntos en las gradas, y al partido asistieron líderes políticos, autoridades deportivas locales y representantes de la Iglesia de Chipre.

## Fútbol femenino
En 2006, el Nea Salamina organizó un equipo de fútbol femenino. En su primera temporada (2006-07) en la Primera División Femenina de Chipre, el equipo terminó tercero y se clasificó para la Copa Femenina de Chipre (perdiendo 3-1 contra el AEK Kokkinochorion en el estadio GSP). Ese año ganó la Supercopa, superando al AEK Kokkinochoria 2-1 en el estadio Ammochostos.
En 2007-08, el equipo terminó segundo. En 2008-09 (cuando también terminó segundo), perdería el partido por el campeonato (de local, contra Apollon Limassol) cuando el árbitro interrumpió el partido por el hacinamiento de los espectadores.
En 2008-09, Skevi Antoniou fue la goleadora de la Primera División chipriota con 64 goles. El equipo femenino se disolvió en 2010 por motivos económicos.

## Galería
| |
| Aficionados del Nea Salamina Famagusta en el Estadio Ammochostos en un partido contra Alki Larnaca FC en la temporada 2011/12. |

|                                                     |
| Partido contra AEK Larnaca en la temporada 2009/10. |

|                                                               |
| Partido contra Enosis Neon Paralimni en la temporada 2006/07. |

|                                                       |
| Partido contra AEP Paphos FC en la temporada 2006/07. |

|                                                          |
| Partido contra Aris Limassol FC en la temporada 2010/11. |

|                                                                         |
| Aficionados en la final de la Copa de Chipre 2010/11 en el Estadio GSP. |